# 68 Pułk Piechoty (II RP)
68 Pułk Piechoty (68 pp) – oddział piechoty Armii Wielkopolskiej i Wojska Polskiego II RP.

## Formowanie pułku i działania wojenne w latach 1919–1920
21 stycznia 1919 w Poznaniu, w koszarach na Jeżycach rozpoczęto formowanie 1 pułku rezerwowego Strzelców Wielkopolskich. Pod tą nazwą brał udział w walkach powstańczych w ramach 3 Dywizji Strzelców Wielkopolskich.
9 marca 1919  z Poznania do Sądowej Wiszni wyjechała kompania ochotnicza pod dowództwem ppor. Jana Ciaciucha. Kompania wzięła udział w wojnie z Ukraińcami. 6 sierpnia 1919  powróciła do Wielkopolski i wcielona została do 9 pułku Strzelców Wielkopolskich.
15 marca 1919 jednostka przemianowana została na 10 pułk Strzelców Wielkopolskich. 5 maja 1919 wymaszerował na front wielkopolski. 22 czerwca 1919 pułk wyjechał koleją z Szubina do Bóbrki w Małopolsce Wschodniej. W nocy z 27 na 28 czerwca pułk rozpoczął natarcie na Brzeżany, które zajął 29 czerwca. 17 lipca oddział zajął Husiatyn i przedmoście na wschodnim brzegu Zbrucza. 19 września 1919 jednostka powróciła do Krotoszyna.
W grudniu 1919 batalion zapasowy pułku stacjonował w Poznaniu.
1 lutego 1920 jednostka otrzymała nazwę – 68 pułk piechoty. Jednocześnie 3 Dywizja Strzelców Wielkopolskich przemianowana została na 17 Wielkopolską Dywizji Piechoty. W składzie tej dywizji pułk pozostawał do 1939. Następnego dnia pułk wyjechał do Mołodeczna, na front litewsko-białoruski by wziąć udział w wojnie z bolszewikami.
16 sierpnia, na początku Bitwy Warszawskiej, pułk w ciężkich walkach zdobył Nasielsk. 18 grudnia 1920  pułk powrócił do Wielkopolski.

### Mapy walk pułku

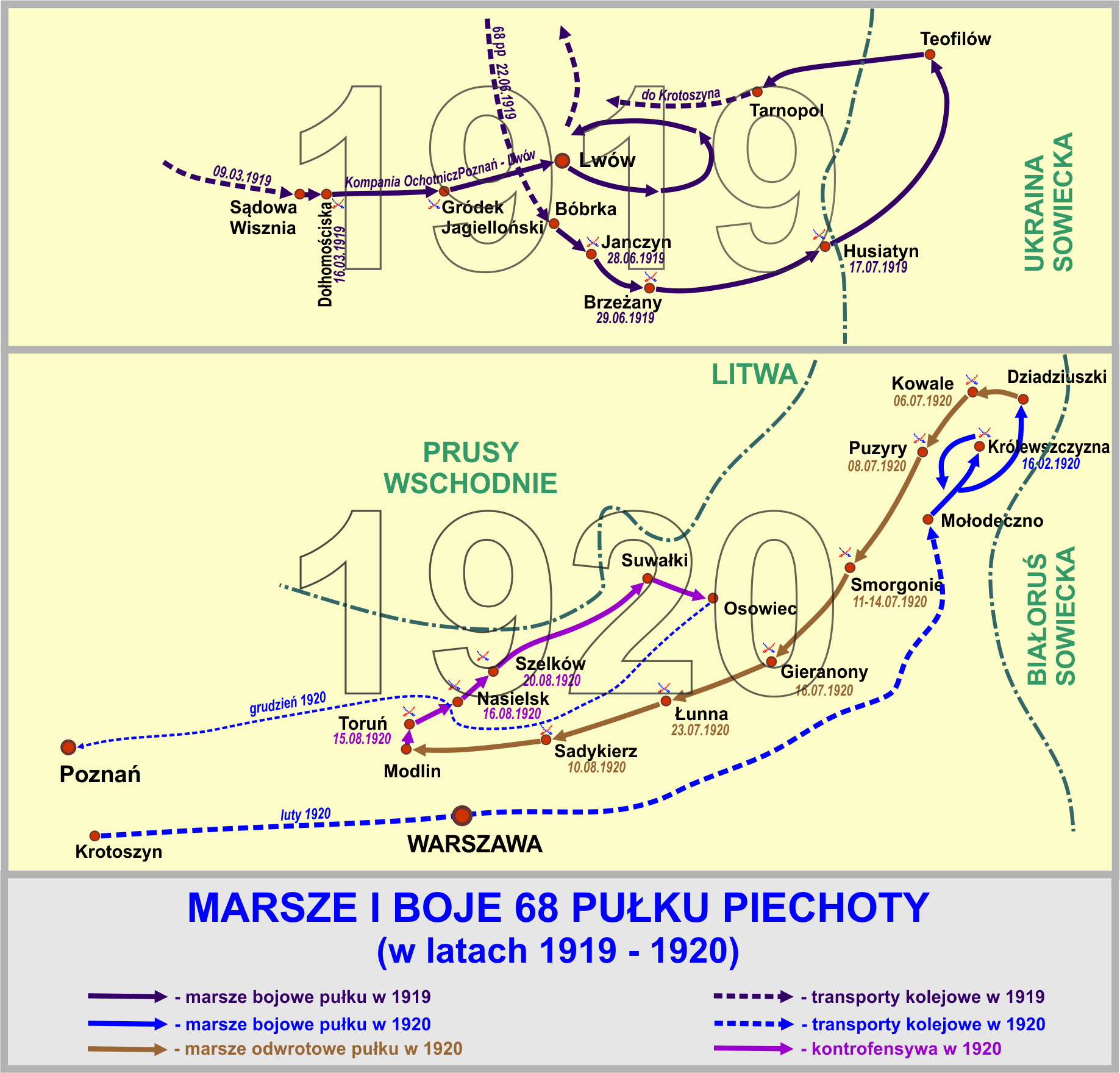
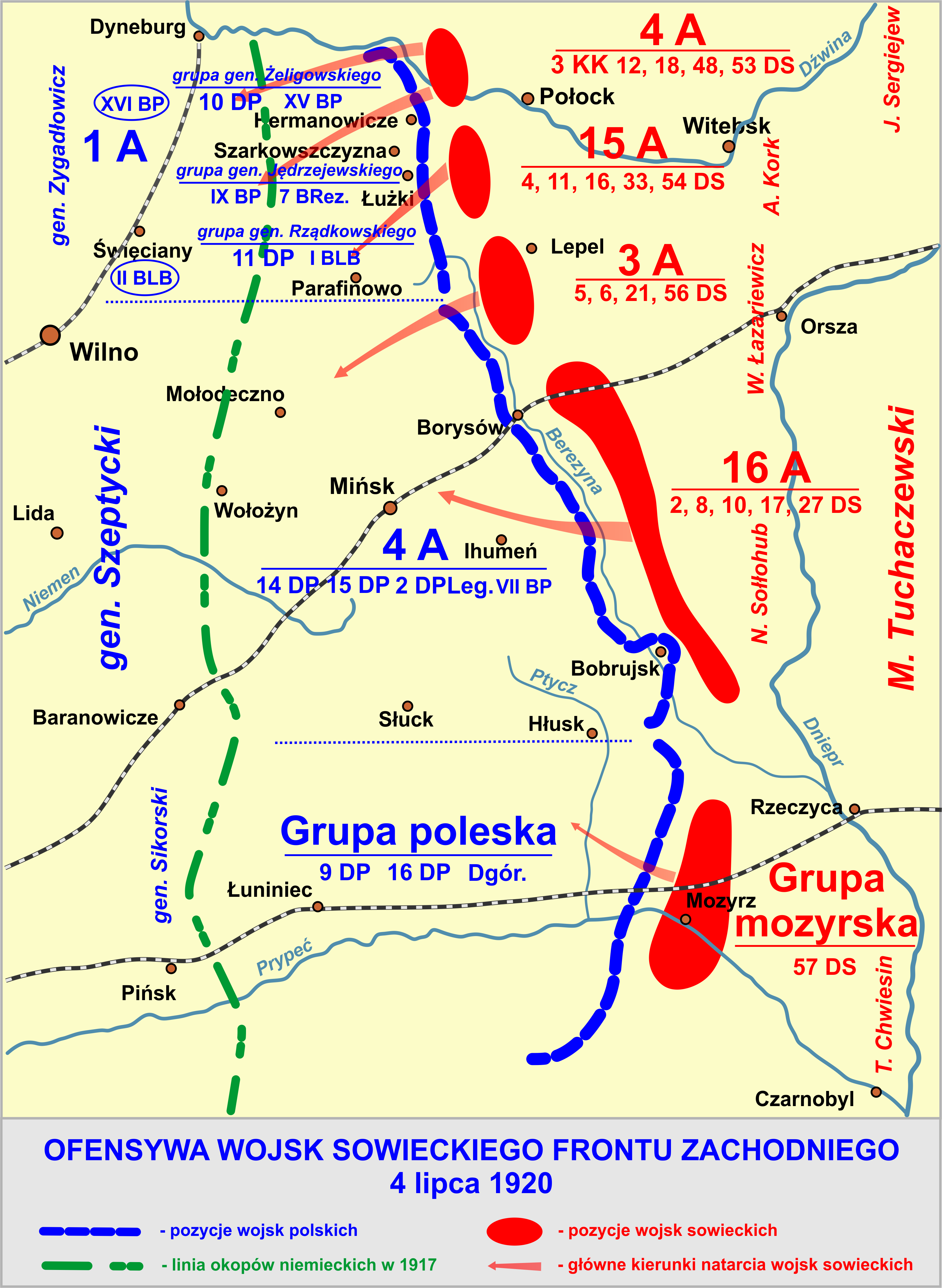
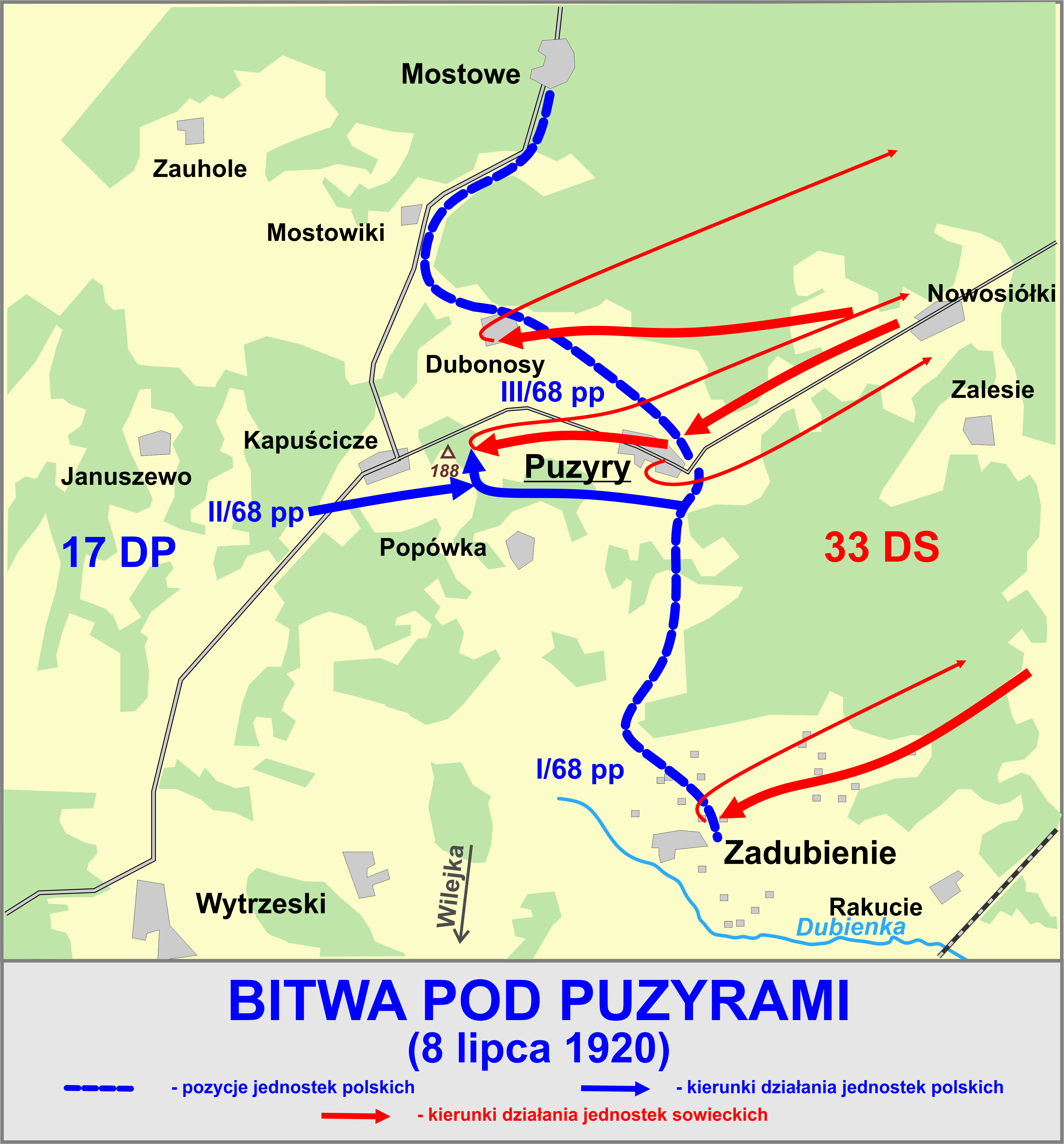
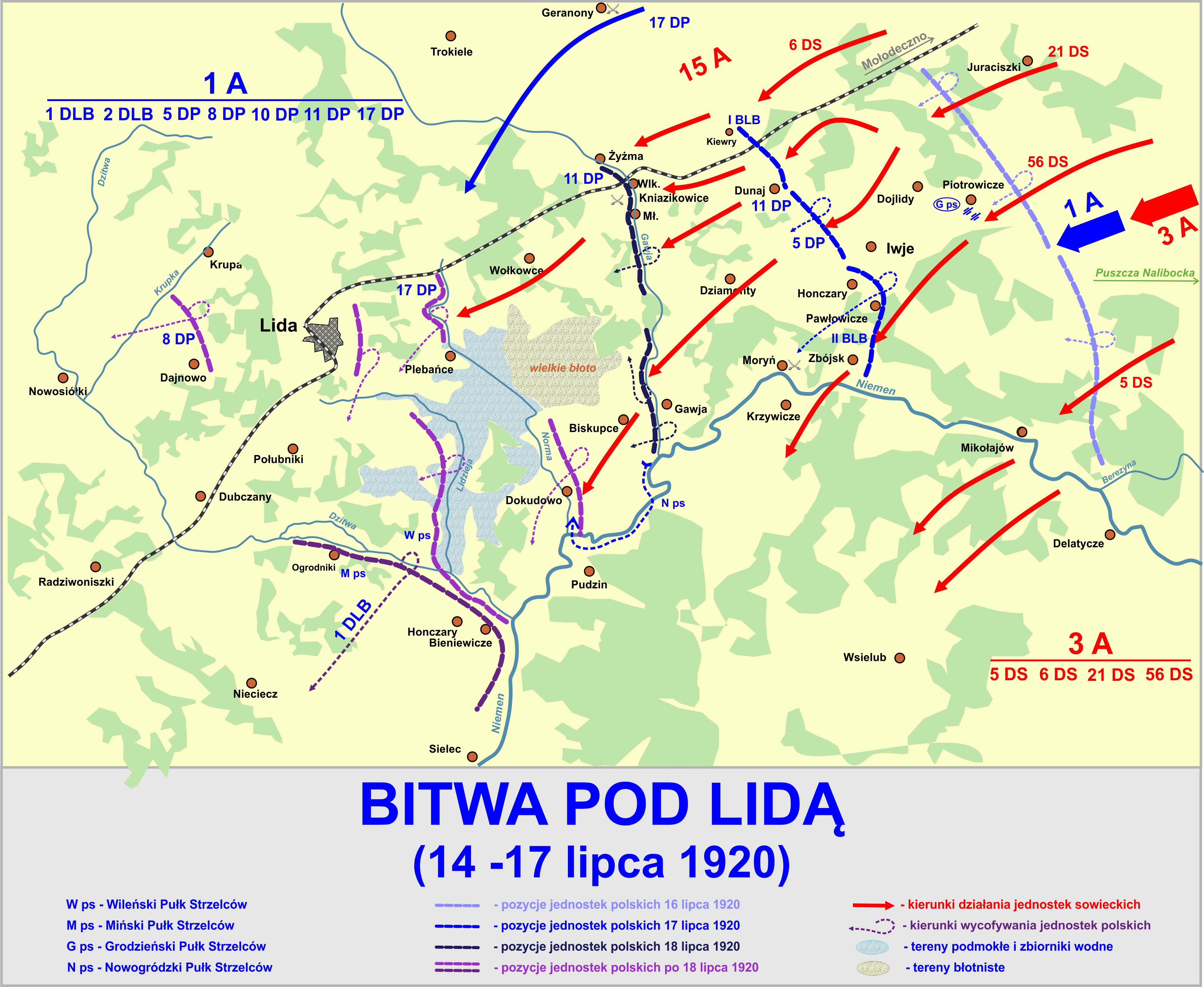
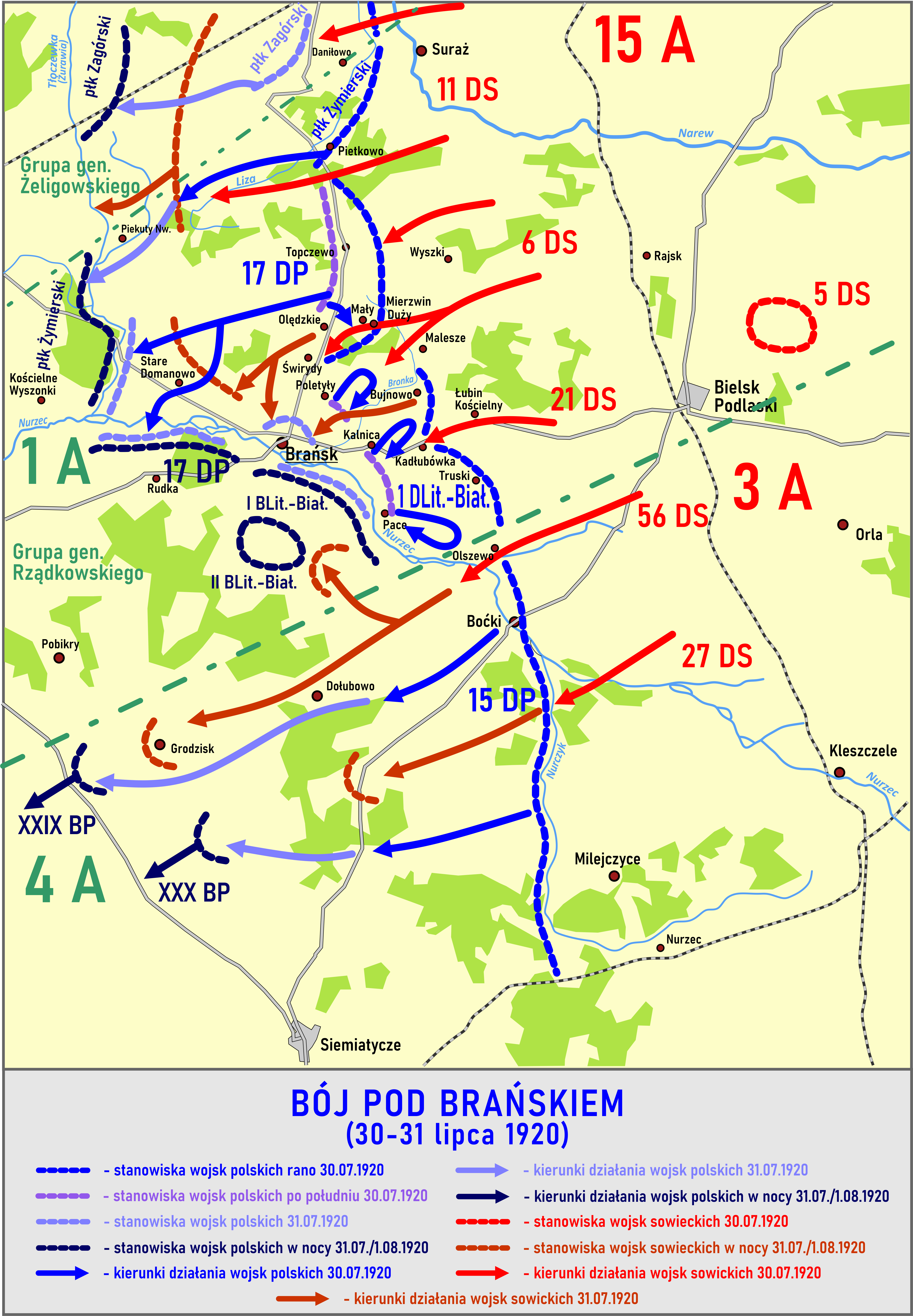
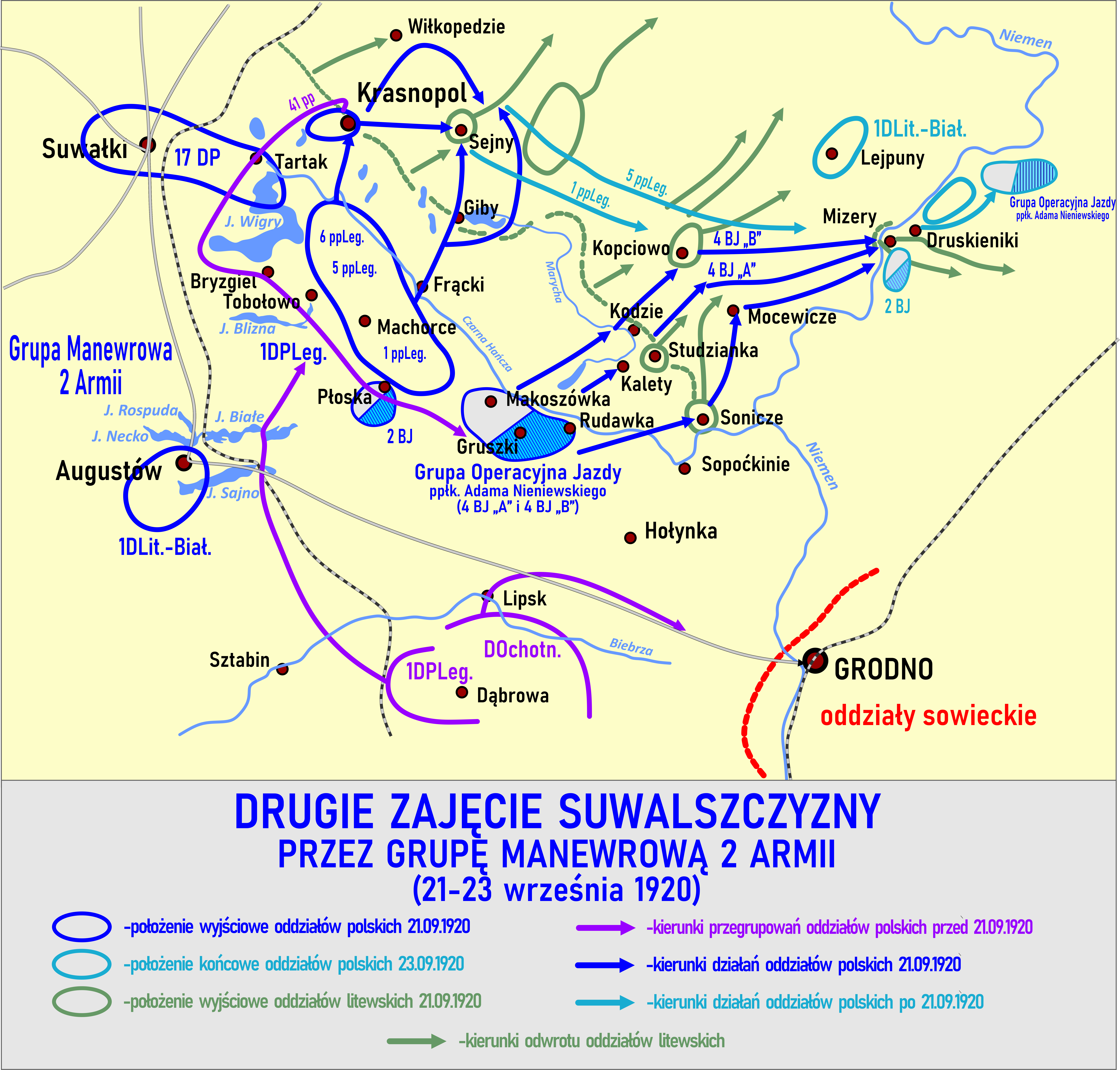
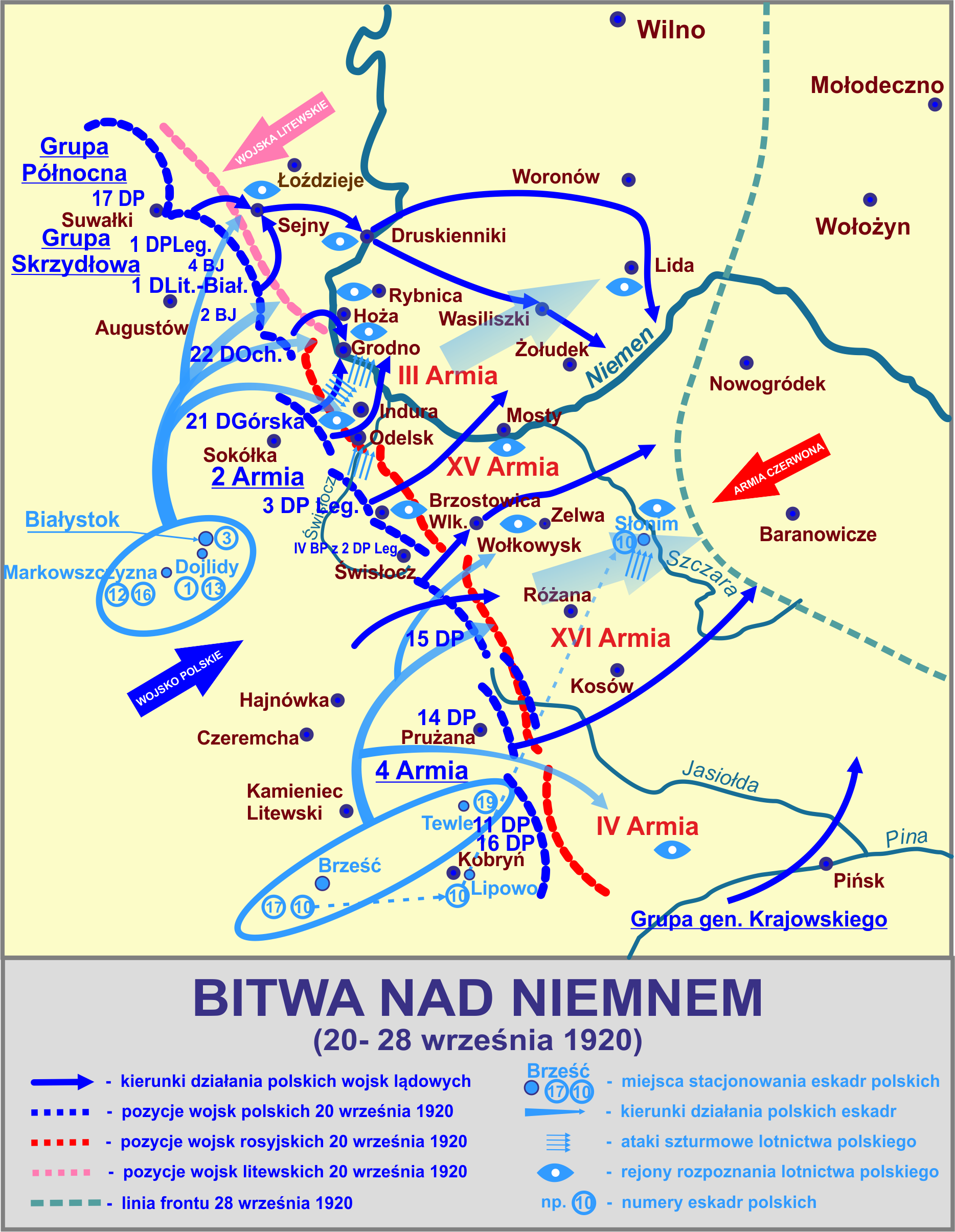

### Kawalerowie Virtuti Militari
| Żołnierze pułku odznaczeni Krzyżem Srebrnym Orderu Wojskowego Virtuti Militari | Żołnierze pułku odznaczeni Krzyżem Srebrnym Orderu Wojskowego Virtuti Militari | Żołnierze pułku odznaczeni Krzyżem Srebrnym Orderu Wojskowego Virtuti Militari |
| ------------------------------------------------------------------------------ | ------------------------------------------------------------------------------ | ------------------------------------------------------------------------------ |
| kpt. Edward Banaszak                                                           | sierż. Franciszek Byczyński                                                    | st. szer. Wawrzyn Dyczek                                                       |
| kpr. Stanisław Gawron                                                          | st. szer. Ludwik Giszczyński                                                   | st. szer. Leopold Gołąbek                                                      |
| kpt. Andrzej Kopa                                                              | sierż. Stanisław Kordus                                                        | sierż. Kazimierz Lis                                                           |
| ppor. Aleksander Jan Mroczkowski                                               | ś.p. kpr. Włodzimierz Miklaszewski nr 4770                                     | mjr Wincenty Nowaczyński                                                       |
| sierż. Franciszek Paczkowski                                                   | szer. Stanisław Świejkowski                                                    | ś.p. kpt. Wojciech Wężyk                                                       |
| ś.p. por. Mieczysław Wieczorek                                                 | ś.p. chor. Nepomucen Wieczorek                                                 |                                                                                |

Ponadto 32 oficerom i 67 szeregowych zostało odznaczonych Krzyżem Walecznych.

## Okres międzywojenny

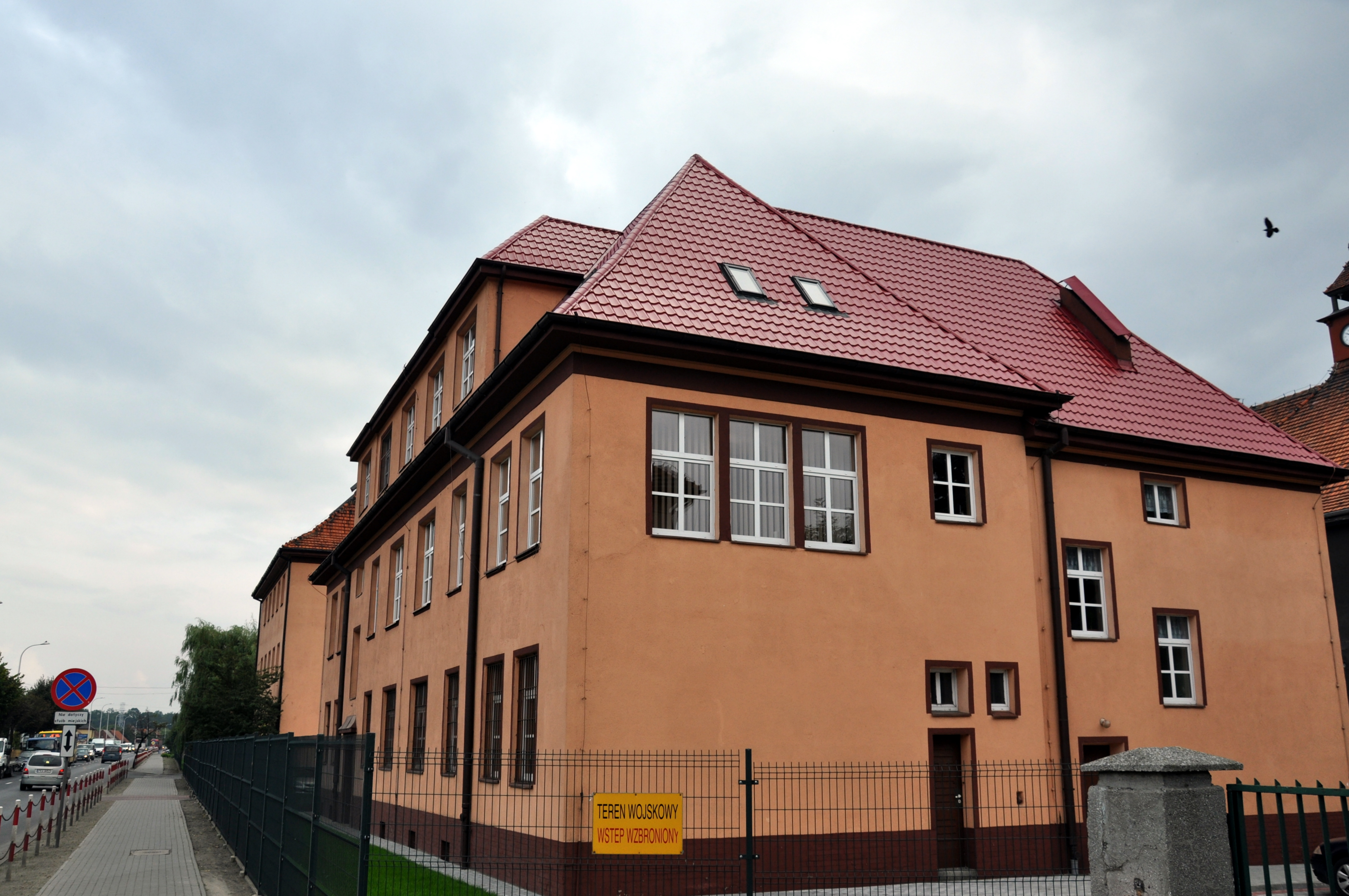
W Jarocinie stacjonował II batalion

7 września 1922  dowódca OK VII, gen. Kazimierz Raszewski pożegnał pułk, który opuścił Poznań i udał się do garnizonu we Wrześni (II batalion piechoty stacjonował od 1933 w Jarocinie). W październiku tego w jednostce przeprowadzona została częściowa demobilizacja. Kadra batalionu zapasowego stacjonowała w Koninie.
6 stycznia 1924 szef Sztabu Generalnego pismem L. 876/Mob. Zmiana terminów przesunięcia oddziałów zarządził przeniesienie magazynów mob. pułku z Konina do Wrześni w terminie od 29 maja do 5 czerwca 1924. W tym samym terminie została zlikwidowana kadra batalionu zapasowego.
W maju 1926  podczas zamachu stanu pułk opowiedział się po stronie rządowej i wziął udział w walkach.
19 maja 1927  Minister Spraw Wojskowych marszałek Polski Józef Piłsudski ustalił i zatwierdził dzień 16 sierpnia, jako datę święta pułkowego. Pułk obchodził swoje święto w rocznicę zdobycia Nasielska w 1920.
Na podstawie rozkazu wykonawczego Ministerstwa Spraw Wojskowych do Departamentu Piechoty o wprowadzeniu organizacji piechoty na stopie pokojowej PS 10-50 z 1930, w Wojsku Polskim wprowadzono trzy typy pułków piechoty. 68 pułk piechoty zaliczony został do typu I pułków piechoty (tzw. „normalnych”). W każdym  otrzymywał około 610 rekrutów. Stan osobowy pułku wynosił 56 oficerów oraz 1500 podoficerów i szeregowców. W okresie zimowym posiadał batalion starszego rocznika, batalion szkolny i skadrowany, w okresie letnim zaś batalion starszego rocznika i dwa bataliony poborowych.
Po wprowadzeniu w 1930 nowej organizacji piechoty na stopie pokojowej, pułk szkolił rekrutów dla potrzeb batalionu Korpusu Ochrony Pogranicza.
W pułku zorganizowano też specjalną kompanię dla opóźnionych, która szkoliła rekrutów dla potrzeb całego DOK. Żołnierze ci wcześniej z różnych przyczyn opóźnili swoje stawiennictwo w macierzystej jednostce.
W sierpniu 1939 pułk uczestniczył w manewrach 17 DP w rejonie Iwno-Kostrzyn. W nocy z 22 na 23 sierpnia wszystkie oddziały odwołano do garnizonów, a 24 sierpnia o godz. 4 do dywizji przyszedł rozkaz o rozpoczęciu mobilizacji.
| Obsada personalna i struktura organizacyjna w marcu 1939 | Obsada personalna i struktura organizacyjna w marcu 1939 |
| Stanowisko                                               | Stopień, imię i nazwisko                                 |
| Dowództwo                                                | Dowództwo                                                |
| -------------------------------------------------------- | -------------------------------------------------------- |
| dowódca pułku                                            | płk dypl. Adolf Tytus Nykulak                            |
| I zastępca dowódcy                                       | ppłk Jan Witold Sokołowski                               |
| adiutant                                                 | kpt. Aleksander Salwa                                    |
| starszy lekarz                                           | mjr dr Ryszard Henryk Jawiński                           |
| młodszy lekarz                                           | vacat                                                    |
| II zastępca dowódcy (kwatermistrz)                       | mjr Alfons Kubosz                                        |
| oficer mobilizacyjny                                     | kpt. adm. (piech.) Walenty Stachowicz                    |
| z-ca oficera mobilizacyjnego                             | por. Stanisław Teodor Strupczewski                       |
| oficer administracyjno-materiałowy                       | kpt. Jan Józef Świdowski                                 |
| oficer gospodarczy                                       | por. int. Feliks Drabczyk                                |
| oficer żywnościowy                                       | vacat                                                    |
| oficer taborowy                                          | kpt. Julian Rupert Judziński                             |
| kapelmistrz                                              | ppor. adm. (kapelm.) Kazimierz Donaj                     |
| dowódca plutonu łączności                                | por. Władysław Skrzydło                                  |
| dowódca plutonu pionierów                                | por. Zygmunt Barciszewski                                |
| dowódca plutonu artylerii piechoty                       | kpt. art. Ludwik Głowacki                                |
| dowódca plutonu ppanc.                                   | por. Czesław Zygmunt Falak                               |
| dowódca oddziału zwiadu                                  | ppor. Rudolf Józef Turber                                |
| I batalion                                               |                                                          |
| dowódca batalionu                                        | mjr Stanisław Culic                                      |
| dowódca 1 kompanii                                       | por. Leon Zygarek                                        |
| dowódca plutonu                                          | ppor. Kazimierz I Nowak                                  |
| dowódca plutonu                                          | ppor. Stanisław Czernicki                                |
| dowódca 2 kompanii                                       | kpt. dypl. Edmund Ginalski                               |
| dowódca plutonu                                          | ppor. Karol Edmund Wojtczak                              |
| dowódca plutonu                                          | ppor. Władysław Tadeusz Mossakowski                      |
| dowódca 3 kompanii                                       | por. Walerian Chaja                                      |
| dowódca plutonu                                          | por. Franciszek Hybza                                    |
| dowódca plutonu                                          | por. Lucjan Adam Gmachowski                              |
| dowódca plutonu                                          | ppor. Władysław Łazuta                                   |
| dowódca 1 kompanii km                                    | kpt. Stanisław Marian Dębicki                            |
| dowódca plutonu                                          | por. Marian Feliks Duczmal                               |
| dowódca plutonu                                          | chor. Antoni Ciszak                                      |
| II batalion                                              |                                                          |
| dowódca batalionu                                        | ppłk Ignacy Pilwiński                                    |
| adiutant batalionu                                       | vacat                                                    |
| pomocnik dowódcy batalionu ds. gosp.                     | kpt. Tadeusz Jan Pściuk                                  |
| lekarz batalionu                                         | por. lek. Władysław Pabisiak                             |
| dowódca 4 kompanii                                       | kpt. Bronisław Magdziarski                               |
| dowódca plutonu                                          | ppor. Władysław Stanisław Janowski                       |
| dowódca plutonu                                          | ppor. Andrzej Wilhelm Gawliński                          |
| dowódca 5 kompanii                                       | kpt. Henryk Bronisław Przędziński                        |
| dowódca plutonu                                          | por. Szczepan Langner                                    |
| dowódca 6 kompanii                                       | kpt. Walenty Fagasiński                                  |
| dowódca plutonu                                          | ppor. Zbigniew Maksymilian Czerniak                      |
| dowódca plutonu                                          | ppor. Witold Karol Antoni Dreier                         |
| dowódca 2 kompanii km                                    | por. Kazimierz Bolesław Zaremba                          |
| dowódca plutonu                                          | ppor. Jerzy Karol Lewandowski                            |
| III batalion                                             |                                                          |
| dowódca batalionu                                        | vacat                                                    |
| dowódca 7 kompanii                                       | kpt. Hospod Feliks                                       |
| dowódca plutonu                                          | ppor. Zbigniew Chechłowski                               |
| dowódca 8 kompanii                                       | kpt. Lucjan I Jankowski                                  |
| dowódca plutonu                                          | ppor. Jan Kazimierz Szybczyński                          |
| dowódca 9 kompanii                                       | p o. por. Ignacy Rębiasz                                 |
| dowódca 3 kompanii km                                    | por. Lech Józef Kantecki                                 |
| dowódca plutonu                                          | por. Marian Heliodor Wabiszewski                         |
| dowódca plutonu                                          | ppor. Marian Bogdan Ginter                               |
| Inne                                                     |                                                          |
| na kursie                                                | por. Zbigniew Zygmunt Hirschfeld                         |
| obwodowy komendant PW nr 68                              | kpt. adm. (piech.) Jan Nycz                              |
| powiatowy komendant PW Września                          | kpt. adm. (piech.) Łukasz Kowalski                       |
| powiatowy komendant PW Konin                             | kpt. adm. (piech.) Juliusz Fetkowski                     |

## 68 pp w kampanii wrześniowej

### Mobilizacja
W związku z narastającym zagrożeniem polityczno-wojskowym ze strony III Rzeszy Niemieckiej, 23 marca 1939 w wyznaczonych jednostkach Okręgów Korpusów nr IX i częściowo nr IV zarządzono mobilizację alarmową. Na terenie OK nr VII, jako przygranicznego również zwiększono gotowość bojową poprzez powołanie części rezerwistów na dodatkowe ćwiczenia, zwiększając przy tym stany osobowe jednostek piechoty w rejonach pogranicznych. Rozkazem dowódcy OK VII również wzmocnienie stanów osobowych dotyczyło części 68 pułku piechoty, a konkretnie wysuniętego w stronę granicy detaszowanego do Jarocina i tam stacjonującego II batalionu 68 pp. W połowie lipca zwiększono stan osobowy II batalionu do etatów zbliżonych do wojennych. Batalion prowadził prace fortyfikacyjne w rejonie swojego garnizonu i na przedpolu Nowego Miasta nad Wartą, na przyczółku mostowym. 68 pp rozpoczął mobilizację alarmową w grupie żółtej, w garnizonach Września i Jarocin, w dniu 24 sierpnia o godz.4.00. W garnizonie Jarocin zmobilizowano:
- II batalion 68 pułku piechoty, w czasie A+24,
- samodzielną kompanię karabinów maszynowych i broni towarzyszących nr 72, w czasie A+40.

W garnizonie Września zmobilizowano:
- 68 pułk piechoty (bez II batalionu), w czasie od A+24 do A+32,
- kompanię asystencyjną nr 73, w czasie A+32,
- kompanię kolarzy nr 72, w czasie A+36,
- batalion karabinów maszynowych i broni towarzyszących nr 5, w czasie A+52,
- kolumnę taborową nr 709, w czasie A+72,
- kolumnę taborową nr 72, w czasie A+72,
- batalion marszowy 68 pp, w czasie A+72,
- uzupełnienie marszowe kompanii karabinów maszynowych i broni towarzyszących nr 72[21].

Stawiennictwo rezerwistów było wzorowe, mobilizacja została zakończona w planowanym terminie. I batalion został zmobilizowany w koszarach, zakończył ją 25 sierpnia. Następnie przeszedł na stadion we Wrześni. Gdzie po przeglądzie przez dowódcę pułku złożył przysięgę. Po czym przeszedł do lasu Dębina koło Wrześni na biwak. 26 sierpnia wyruszył do wsi Kaczanowo. III batalion mobilizował się na terenie Państwowego Gimnazjum im. Henryka Sienkiewicza we Wrześni. 26 sierpnia po zakończeniu mobilizacji przeglądu dokonał dowódca pułku i III batalion wyruszył do rejonu Psary Wielkie, Słomowo. Od 26 do 31 sierpnia 1939 68 pp bez II batalionu obsadził rzekę Wrześnica na odcinku: Słomowo, Psary Polskie, Podstolice, Obłaczkowo, Kaczanowo. II batalion 68 pp rano 31 sierpnia powrócił z Nowego Miasta nad Wartą do Jarocina, gdzie ukończył czynności mobilizacyjne, wchłaniając etatowe uzupełnienie osobowe i sprzętowe. W nocy z 31 sierpnia, na 1 września powrócił w rejon Nowego Miasta nad Wartą, batalion podlegał dowódcy Wielkopolskiej Brygady Kawalerii. Batalion marszowy 68 pp zakończył mobilizację 27 sierpnia, po złożeniu przysięgi wyruszył do Gozdowa około 7 kilometrów od Wrześni. Tam kończył czynności organizacyjne, prowadził szkolenie i ćwiczenia zgrywające 5 batalion km i br. tow. w dniach 24-26 sierpnia rozpoczął mobilizację w koszarach 68 pp, a następnie kontynuował w Kaczanowie koło Wrześni. Od 26 sierpnia stacjonował w Obłoczkowie. Nocą 29/30 sierpnia odszedł przez Słupcę w rejon Konina. Rano 31 sierpnia dotarł nad Kanał Morzysławski koło Konina, gdzie zajął okoliczne wsie.  

### Działania bojowe

#### Działania odwrotowe z terenu Wielkopolski
O świcie 1 września 1939 68 pp bez II batalionu w składzie 17 Dywizji Piechoty był ugrupowany w II rzucie Armii „Poznań” z I batalionem na odcinku Neryngowo-Kaczanowo, z III batalionem na odcinku Psary Polskie-Słomowo nad rzeką Wrześnicą. Dowództwo pułku i pododdziały specjalne we Wrześni. II batalion podporządkowany Wielkopolskiej BK przebywał na odcinku „Nowe Miasto” obsadzając 4 kompanią strzelecką Orzechowo, 5 kompanią strzelecką Komorze, a 6 kompanią strzelecką Lubrze.  Nocą 1/2 września 68 pp otrzymał rozkaz przejścia do rejonu Wólka-Staw koło Strzałkowa. Przez cały 2 września 68 pp przebywał w lesie koło Strzałkowa. Bataliony pułku zajęły: I las na zachód od Strzałkowa, III w pobliżu stacji kolejowej Strzałkowo, marszowy wieś Piotrowice. Zgodnie z rozkazem dowódcy armii gen. dyw. Tadeusza Kutrzeby, 17 DP miała się przemieścić w rejon Słupcy, w okolice „Przedmościa Koło” i wejść w skład Grupy Operacyjnej „Koło”. 3 września jako pierwszy miały się przemieścić o godz.16.00 I batalion i pluton kolarzy kompanii zwiadowców 68 pp, które zostały przewiezione w dwóch rzutach przez kolumnę samochodową nr 753 z rejonu stacjonowania koło Strzałkowa do wsi Tarnowa, celem zamknięcia szosy Turek-Koło. W nocy 3/4 września 68 pp bez dwóch batalionów podjął marsz poprzez Wólka, Słupca, Zagórów, Trąbczyn do rejonu lasu pomiędzy miejscowościami Świątniki, Szetlew. Jednocześnie po osiągnięciu miasta Zagórów wydzielił do obrony rejonu mostu na Warcie na odcinku Ląd-Zagórów trzy plutony ckm i pluton pionierów. O godz.6.00 4 września osiągnął Szetlew. Po krótkim odpoczynku o godz.11.00 wyruszył na „Przedmoście Koło” poprzez Sławsk, Konin do majątku Żychlin. Późnym wieczorem 4 września II batalion 68 pp opuścił odcinek „Nowe Miasto” i podjął nocny marsz do rejonu wsi Ląd nad Wartą. Tego dnia został zabrany do szpitala dowódca II/68 pp ppłk Ignacy Pilwiński, dowództwo batalionu objął kpt. Walenty Fagasiński.    
Batalion marszowy dotarł do Czołowa koło Koła. O świcie 5 września 68 pp bez dwóch batalionów doszedł do Kun i zatrzymał się na postój w lesie koło szosy Konin-Koło. Do pułku dołączył I batalion z rejonu wsi Tarnowa. Od godzin porannych 68 pp bez batalionu wraz z II dywizjonem 17 pułku artylerii lekkiej w składzie 17 DP obsadził w północnej części „Przedmościa Koło” stanowiska obronne od szosy Konin-Koło do wsi Milinów. III batalion zajął stanowiska na odcinku Kuny-Kamionki wsparty 4 baterią 17 pal, I batalion wsparty resztą II/17 pal na odcinku Kamionki-Milinów. Dowództwo pułku stało we wsi Dąbrowice Częściowe.  
W związku z planowanym uderzeniem GO „Koło” na skrzydło niemieckiej 8 Armii, atakującej Armię „Łódź” wieczorem 5 września w 68 pp bez batalionu przygotowano się do opuszczenia przedmościa i ogłoszono pogotowie marszowe i nastąpił wymarsz. Z uwagi na zmianę rozkazu 68 pp bez II batalionu z II/17 pal został zawrócony i powrócił na poprzednie stanowiska obronne w nocy 5/6 września. W nocy 6/7 września 68 pp bez II batalionu wraz z II/17 pal podjął marsz w kierunku Kłodawy.  
7 września w godz.1.00-2.00 maszerujący 68 pp przeprawił się przez most na Warcie w Kole i kontynuował dalszy marsz poprzez Grzegorzewo, Poniętów Dolny, Umień, Drzewice, Krzyżówki, Mamik. O godz.9.00 7 września dotarł do rejonu Rośle Małe-Rośle Wielkie. Dowódca armii przygotowując się do wykonania zwrotu zaczepnego koncentrował ugrupowanie uderzeniowe armii, w składzie tego zgrupowania znalazła się 17 DP w rejonie na południowy zachód od Krośniewic. 68 pp bez II batalionu całą noc 7/8 września stał w gotowości marszowej, o świcie 8 września podjął marsz przez Kobyle, Grabów Łęczycki do Sobótki Nowej, gdzie dotarł o godz.11.00. Dalszy marsz podjął o godz.16.00 i doszedł do Mazewa, gdzie stanął na postój. Batalion marszowy przeszedł do Mniewa na północ od Dąbia. W nocy z 8/9 września 68 pp bez II batalionu podjął marsz wraz z siłami głównymi dywizji do Romartowa.

#### Udział w bitwie nad Bzurą
O świcie 9 września 68 pp bez II batalionu wraz z przydzielonym 8 batalionem strzelców zajmował stanowiska w rejonie miejscowości Romartów i Oraczew. II/68 pp w tym czasie znajdował się w marszu do wsi Witonia jako oddział dyspozycyjny dowódcy GO „Koło” gen. bryg. Edmunda Knolla-Kownackiego. Od godzin porannych pułk przygotowywał się do natarcia, zgodnie z rozkazem dowódcy grupy operacyjnej i dowódcy 17 DP miał sforsować rzekę Bzurę poprzez Marynki, Michałowice i opanować Górę Św. Małgorzaty. Po południu 68 pp bez II batalionu z 8 batalionem strzelców wsparty przez II dywizjon 17 pal zajął pozycje wyjściowe do natarcia. III/68 pp w rejonie Węglewic, 8 bs we wsi Rybitwy, stanowiący II rzut natarcia I/68 pp w kolonii Kuchary oraz dowództwo pułku. O godz.17.00 68 pp ruszył do natarcia, przeprawił się przez Bzurę, nie napotykając oporu opanował północną część wsi Orszewice. O godz.19.00 niemiecka piechota obsadziła południową część Orszewic. Rozkazem płk dypl. Adolfa Nykulaka III batalion o godz.20.00 wyruszył do natarcia na południową część Orszewic i dalej miał nacierać na Podgórzyce. Jako czołowe nacierały 7 i 8 kompanie strzeleckie, które około godz.21.30 dotarły pod południową część Orszewic i zostały ostrzelane silnym ogniem broni maszynowej i moździerzy. Gwałtowny ostrzał wywołał zamieszanie i panikę w szeregach III batalionu. Panikę w szeregach III batalionu zatrzymywali osobiście dowódca pułku płk dypl. Adolf Nykulak i dowódca 17 DP płk. dypl. Mieczysław Mozdyniewicz. Sytuację III/68 pp uratował por. Walerian Chaja, który poderwał do szturmu na bagnety dowodzoną przez siebie 7 kompanię strzelecką. 7 kompania zdobyła kilka niemieckich karabinów maszynowych i zdobyła resztę Orszewic. Następnie III batalion zdobył Podgórzyce podpalone przez wycofującą się niemiecką piechotę oraz zdobył Górę św. Małgorzaty. Po opanowaniu przedmiotu natarcia zorganizował tam obronę. 8 bs zdobył Michałowice, wschodnią część wsi Marynki, a po wycofaniu się z reszty Marynek niemieckiej piechoty zajął jej zachodnią część. Po czym po północy zajął obronę w  Michałowicach i Podgórzycach. I/68 pp przeprawił się za I rzutem przez Bzurę i zajął obronę w Orszewicach.
Rano 10 września 8 batalion strzelców wsparty 4 baterią 17 pal odparł natarcie niemieckie na zachodnią część Podgórzyc, a następnie ruszył do natarcia na Ambrożew. Natarcie batalionu zostało zatrzymane na południowym skraju Ambrożewa w silnym ogniu niemieckiej broni maszynowej, batalion przeszedł na tych stanowiskach do obrony. Zgodnie z rozkazem dowódcy 17 DP o godz.11.30 68 pp bez II batalionu wraz z II/17 pal miał prowadzić natarcie i pościg z Góry św. Małgorzaty przez Skotniki, Małachowice, a 8 bs poprzez Ambrożew, folwark Boczki, Czerchów, Sokolniki. II/68 pp nadal stał w Witoni w dyspozycji dowódcy GO.  
Faktycznie 68 pp o godz.12.30 przystąpił do działań pościgowych. III/68 pp wraz z 5/17 pal działał w kierunku przez Kosin, Chrapków do Skotnik. I/68 pp wraz z II/17 pal bez 5 baterii w kierunku na dwór Karsznice, Karsznice i skraj lasu na północ od Skotnik. Około godz.15.00 68 pp zajął dwór Skotniki. Z tego rejonu III/68 pp wraz z 6/17 pal podjął pościg przez Małachowice na Modlną. Po zajęciu Małachowic czołowe 7 i 8  kompanie strzeleckie zostały ostrzelane silnym ogniem broni maszynowej z kolonii Modlna Probostwo i Dybówki. Wsparcie 6 baterii haubic zlikwidowało stanowiska broni maszynowej, rozproszyło kolumnę piechoty niemieckiej maszerującą od strony Sokolnik, a następnie powstrzymała niemieckie czołgi nacierające od strony Ślakowa Górnego na pozycje 8 kompanii strzeleckiej. W Małachowicach została pozostawiona jedna kompania III batalionu, a reszta III batalionu wykonała natarcie na Modlną Probostwo zajmując kolonię. 8 batalion strzelców rozpoczął pościg z dworu Skotniki, zajął folwark Boczki i około godz.17.30 podszedł od strony wschodniej do Czerchowa, gdzie został silnie ostrzelany z Czerchowa i z Ostrowa. Jednocześnie na 8 bs z rejonu wsi Opalanki kontratak wykonały niemieckie czołgi. 8 bs został rozerwany na dwie części, 1 i 2 kompanie strzeleckie zajęły stanowiska obronne przy szosie na wschód od Czerchowa, reszta batalionu wycofała się do rejonu Małachowic i dworu Skotniki. I/68 pp zajmował obronę w rejonie dworu Skotniki, jako odwód, a dowództwo pułku i pododdziały specjalne stacjonowały w dworze Skotniki. Z nastaniem nocy strony zaprzestały aktywnych działań. W dniu 10 września batalion marszowy przeszedł z Mniewa w rejon na północ od Łęczycy. Rozkazem dowódcy 17 DP w nocy 10/11 września w 68 pp dokonano przegrupowań. II/68 pp otrzymał rozkaz przejścia z Witoni do Góry Świętej Małgorzaty. I/68 pp przed świtem otrzymał rozkaz zluzowania III/68 pp. 8 bs miał zebrać wszystkie kompanie i zająć stanowiska obronne w rejonie Dybówki.   
Przed świtem 11 września III/68 pp został zluzowany przez I/68 pp i przeszedł do odwodu do lasu na północ od Skotnik. I/68 pp zajął stanowiska obronne w południowej części Małachowic. Z I batalionu wysunięto ubezpieczenie w rejon mostku w Modlnej Probostwo w sile dwóch plutonów strzeleckich z plutonem ckm. 8 bs o świcie 11 września zajął pozycje obronne  w rejonie Dybówka-wzg.132,3, które miał utrzymać do momentu zluzowania. Od wczesnych godzin porannych artyleria niemiecka prowadziła silny ostrzał pozycji III/68 pp i 8 bs. Ubezpieczenie I batalionu godz.8.30 wycofało się z Modlnej Probostwo do Małachowic. Silny ogień niemieckiej artylerii obserwowany z niemieckich samolotów doprowadził do zapalenia się wielu budynków w Małachowicach i Dybówce. Pożary i silny ostrzał artylerii niemieckiej wymusił konieczność wycofania się I/68 pp z Małachowic, do jej północnej części i lasu. Po uporządkowaniu kompanii I batalion powrócił do płonącej jej południowej części i podjął walkę ogniową z piechotą niemiecką. Ze względu na wycofanie się I/68 pp początek natarcia głównego zgrupowania 17 DP przesunięto z godz.11.00 na godz.14.00. 68 pp został wycofany do odwodu dywizji. Dalsze natarcie o godz.14.00 prowadziło zgrupowanie dowódcy PD płk. dypl. Władysława Smolarskiego, którego odwodem był II/68 pp stojący w lesie na północ od Skotnik. Dowódca PD 17 DP zdjął z dowodzenia dowódcę I batalionu mjr. Stanisław Culica i wyznaczył  na dowódcę I batalionu kpt. Bronisława Magdziarskiego. Wieczorem 68 pp zajmował stanowiska: I/68 pp w rejonie dworu Skotniki, II/68 pp w lesie na północ od Skotnik, III/68 pp w rejonie Śladków Górny, dowództwo 68 pp i pododdziały specjalne w dworze Skotniki. Od godz.5.00 12 września zgrupowanie płk. dypl. Smolarskiego prowadziło natarcie w kierunku Celestynowa i Szczawina. II/68 pp o godz.8.00 został skierowany do natarcia w lukę pomiędzy I i II batalionem 69 pułku piechoty w rejonie Modlnej. O godz.9.00 II/68 pp zdobył dwór Modlna, a następnie o godz.11.00 zajął wieś Modlna, skąd kontynuował natarcie w kierunku na wieś Katarzynów. Ostatecznie zatrzymał się na pozycjach obronnych na leśnej polanie na wysokości wzg.159 na wschód od drogi Modlna-Katarzynów.  
W związku ze zmianą koncepcji natarcia Armii „Poznań” rozkazem dowódcy GO gen. bryg. Edmunda Knolla-Kownackiego, 17 DP otrzymała rozkaz wycofania się w nocy 12/13 września na północny brzeg Bzury. 17 DP rozpoczęła wycofanie się w dwóch kolumnach, od godz.22.00 68 pp bez III/68 pp wycofał się w składzie kolumny zachodniej poprzez Modlną, Małachowice, Skotniki, dwór Karsznice, Sługi, dwór Czarne Pole, dwór Ktery. III/68 pp wykonał odwrót w składzie kolumny wschodniej poprzez Wypychów, Borowiec, Czerników, Janowice, Goślub, dwór Siemienice. 13 września o godz.10.00 68 pp wraz z 5 batalionem km i br. tow. i II/17 pal zorganizował obronę Bzury na odcinku dwór Ktery-dwór Siemienice. Dwa bataliony pułku zorganizowały obronę przyczółka na południowym brzegu Bzury: II/68 pp na odcinku Łętków-dwór Czarne Pole, III/68 pp na odcinku Goślub-dwór Goślub. Reszta pułku wraz z oddziałami przydzielonymi na północnym brzegu Bzury. O godz.16.00 III/68 pp przeszedł z Goślubia do Siemieniczek na północnym brzegu Bzury. Reszta 68 pp zajęła rejon Szewce Nadolne. O świcie 14 września III/68 pp zamykał przeprawę przez Bzurę w Siemienicach, pozostała część pułku zajęła obronę w II rzucie 17 DP na rzece Ochni na odcinku Krzyżanów-Jagniątka. Tego dnia przybyły z rejonu Łęczycy batalion marszowy 68 pp został rozwiązany, jego żołnierzy wcielono w skład batalionów 68 pp jako uzupełnienie. Zgodnie z rozkazem o godz.20.00 68 pp bez III/68 pp wraz z II/17 pal podjął przegrupowanie w rejon Kiernozi poprzez Plecką Dąbrowę. W ślad za pułkiem o godz.22.00 podjął marsz III/68 pp poprzez Młogoszyn, Szewce, Stradzew, Plecką Dąbrowę.   
O świcie 15 września 68 pp bez III batalionu dotarł do rejonu Wiskienicy, III/68 pp do okolic Śleszyna. Po krótkim odpoczynku podjął dalszy marsz przez Zalesie, Złaków Borowy, Sokołów Kolonię przed południem osiągnął Czerniew, Towarzystwo na południe od Kiernozi. Podczas marszu w ciągu dnia pułk był atakowany przez lotnictwo niemieckie. Podczas postoju dołączył III batalion 68 pp i II dywizjon 17 pal. O zmroku 68 pp wyruszył w dalszy marsz z okolic Kiernozi, poprzez Wiejsce, Konstantynów, Rybno. W kolumnie głównej maszerując drogami przemieszczały się siły główne 68 pp i II/17 pal. W kolumnie bocznej od strony Bzury polnymi drogami maszerował III/68 pp wraz z 6 baterią haubic 17 pal. 16 września rano 68 pp doszedł do Nowej Wsi na północ od Rybna, zajął stanowiska: I batalion we wsi Kąty, III batalion w lesie Zofiówka, dowództwo pułku i pododdziały specjalne w Nowej Wsi, II batalion przybył do Nowej Wsi o godz.12.00. Na godz.14.00 wyznaczono natarcie 68 pp na Sochaczew, jednak ze względu na przeniknięcie oddziałów niemieckich z 4 Dywizji Pancernej przez ugrupowanie 25 Dywizji Piechoty do dworu Ruszki. Maszerujący na pozycje wyjściowe I/68 pp do lasu Karwowo został zmuszony do zawrócenia do Kąt. O godz.15.00 II/68 pp przez las Zygmuntówka i 7 kompania strzelecka 68 pp po wschodniej stronie drogi Zdziery-Ruszki podjęły natarcie z rozbieżnych kierunków na dwór Ruszki. Wspólne natarcie tych pododdziałów doprowadziło do zajęcia dworu Ruszki. Po osiągnięciu celu natarcia II/68 pp zajął stanowiska obronne: 6 kompania strzelecka w dworze Ruszki, 4 kompania strzelecka we wschodnim skraju lasu Zygmuntówka, 5 kompania strzelecka z plutonem artylerii piechoty 68 pp na wschodnim skraju lasu Zofiówka. 7/68 pp powróciła do macierzystego batalionu. 16 września około godz.15.00 dowódca 17 DP płk dypl. Mieczysław Mozdyniewicz otrzymał rozkaz od dowódcy GO do natarcia z podstaw wyjściowych wzdłuż drogi Gąbin-Sochaczew. Pozostałe dwa bataliony 68 pp podjęły natarcie w kierunku Sochaczewa. O godz.17.00. III/68 pp rozpoczął natarcie z podstaw wyjściowych w rejonie Altanka-Rozlazłów mając w I rzucie 8 i 9 kompanie strzeleckie, a w II rzucie 7 kompanię strzelecką. Około godz.20.00 8/68 pp i dwa plutony 9/68 pp wdarły się pod silnym ostrzałem niemieckiej piechoty przez zniszczony most na Bzurze do Sochaczewa, obsadzając rynek. Reszta III/68 pp pozostała na drugim brzegu Bzury pod ostrzałem niemieckiej artylerii. I/68 pp natarcie rozpoczął między godz.16.00-17.00 dochodząc do dworu Trojanów, zepchnięto niemieckie ubezpieczenia na wschodni skraj lasu Karwowo. O zmroku nacierający I/68 pp został zatrzymany silnym ogniem broni maszynowej. Wypad plutonu 3 kompanii strzeleckiej doprowadził do zniszczenia stanowisk niemieckiej broni maszynowej. Równocześnie I batalion w lesie Karwowo dostał się pod silny ostrzał artylerii niemieckiej ze wschodniego brzegu Bzury. W wyniku czego poległ dowódca I batalionu kpt. Bronisław Magdziarski, a część batalionu rozproszyła się. Część I batalionu zebrał dowódca 2/68 pp por. Franciszek Hybza w pobliżu szosy Antoniew-Zdziarów i potem w dworze Ruszki. Drugą część zebrał dowódca 3/68 por. Marian Duczmal we wsi Żdżarów. Rozkazem dowódcy 17 DP 68 pp miał zgrupować się w lasach Zofiówka i Zygmuntówka. O godz.22.00 III/68 pp otrzymał rozkaz wycofania się z Sochaczewa, wraz z III/68 pp wycofał się oddział I batalionu por. Mariana Duczmala.
W nocy 16/17 września pułk zajmował stanowiska: II/68 pp jak dotychczas, III/68 pp w rejonie Cyprianki, I/68 pp o świcie skoncentrował się w Sarnowie, gdzie nastąpiło połączenie obu jego oddziałów. Na podstawie otrzymanych rozkazów 68 pp miał 17 września o świcie podjąć marsz przez Adamową Górę, Bibiampol do Mistrzewic, a następnie przeprawić się przez Bzurę i odejść do Puszczy Kampinoskiej. Na drodze zamierzonego marszu okazało się, że obsadzają teren oddziały niemieckie.   
17 września o godz.6.00 II/68 pp wraz z plutonem artylerii piechoty dotarł do lasu koło Karowa skąd wyruszył do natarcia na wieś Kistki, po 300 metrach natarcie zaległo w ogniu artylerii niemieckiej i broni maszynowej, II/68 pp okopał się na zajmowanych stanowiskach do godz.16.00 prowadził walkę ogniową. III/68 pp bez 7/68 pp wraz z pododdziałami specjalnymi podjął marsz przez Adamową Górę i Pieńki w kierunku Bibiampola. Za wsią Pieńki został ostrzelany ogniem broni maszynowej ze wsi Helenka, więc zmienił kierunek marszu na Juliopol. Podczas przejścia przez Juliopol został silnie ostrzelany przez artylerię niemiecką, w wyniku czego poniósł ciężkie straty, dalej skierował się w stronę Białej Góry. 7 kompania strzelecka nie została powiadomiona o wymarszu utrzymywała swoje stanowiska do godz.12.00 pomimo ataków niemieckich oddziałów, w tym czołgów ze składu 1 Dywizji Pancernej. Po oskrzydleniu swoich stanowisk przez niemiecką piechotę, wycofała się przez Wężyki w rejon Iłowa. Pod Iłowem resztki 7 kompanii strzeleckiej 68 pp weszły w skład 24 pułku piechoty z 27 Dywizji Piechoty. Około godz.15.00 oddziały niemieckiej 19 DP zaczęły wychodzić na tyły walczącego w lesie pod Karwowem II/68 pp. Wobec groźby okrążenia II batalion wycofał się w kierunku Juliopola, gdzie został zaatakowany przez niemieckie lotnictwo. W wyniku silnego nalotu II/68 pp uległ rozproszeniu się, poniósł straty wśród poległych był por. Ignacy Rębisz. Resztki batalionu zebrały się w lesie na północ od Białej Góry. I/68 pp przy którym przebywał dowódca pułku rano podjął marsz z lasu Sarnów w kierunku Justynowa. Podczas marszu około godz.11.30-12.00 w pobliżu wsi Kukawki batalion został zbombardowany przez niemieckie lotnictwo. W wyniku czego I batalion uległ rozbiciu i rozproszeniu. Resztki batalionu przeszły do lasu koło Bud Starych. Resztki I i II batalionów zostały zebrane przez byłego dowódcę I batalionu mjr. Stanisława Culica w rejonie Białej Góry. W późnych godzinach popołudniowych oddział mjr. Culica zatrzymał natarcie oddziałów 1 DPanc. organizując wcześniej obronę południowego skraju lasu na północ od Białej Góry i Bud Starych w walkach tych polegli między innymi ppor. Czesław Falak i ppor. Edmund Kłębowski. Po zapadnięciu zmroku pododdziały 68 pp podjęły forsowanie Bzury celem przedarcia się do Puszczy Kampinoskiej.
III batalion 68 pp bez 7 kompanii, wraz z częścią II batalionu pod dowództwem mjr. Wojciecha Krajewskiego przeprawiły się przez Bzurę pod Brochowem pod silnym ogniem broni maszynowej i artylerii niemieckiej. Maszerując przez Brochów, Janów, Tułowice oba dotarły do Puszczy Kampinoskiej. W trakcie przedzierania się pod ostrzałem poległo wielu żołnierzy wśród nich por. Szczepan Langner, ppor. Jan Szybczyński i por. Alfred Delong. Wśród rannych znalazł się ciężko ranny mjr Wojciech Krajewski. Batalion zbiorczy 68 pp pod dowództwem mjr. Culica w składzie trzech kompanii strzeleckich, dotarł do folwarku Stefanów, gdzie zebrały się oddziały 17 DP i 25 DP. O godz.21.00 zgrupowane oddziały podjęły natarcie, o godz.23.00 batalion zbiorczy 68 pp sforsował Bzurę pod Witkowicami i przedostał się do Puszczy Kampinoskiej.

#### Walki w Puszczy Kampinoskiej
Przed świtem 18 września pozostałości 7 kompanii strzeleckiej 68 pp w składzie 24 pp dotarły pod Brochów. W trakcie przeprawy przez Bzurę zostały stratowane i rozproszone przez polskie tabory, które wjechały na przeprawę galopem. O godz.15.00 batalion zbiorczy 68 pp mjr. Culica przedzierający się przez puszczę natknął się na zmotoryzowany oddział niemiecki, po stoczeniu godzinnej walki oddział niemiecki został zmuszony do odwrotu. W wyniku tej walki batalion został rozczłonowany i dalszy marsz odbywał w dwóch grupach. Pierwsza pod dowództwem mjr. Culica, a druga pod dowództwem por. Władysława Skrzydło, obie kierowały się w kierunku Modlina. W godzinach południowych maszerująca północnym skrajem Puszczy Kampinoskiej grupa płk. dypl. Adolfa Nykulaka składająca się z różnej wielkości grup i grupek z wszystkich trzech batalionów pułku natknęła się na niemiecką zaporę, która ominięto wejściem w głąb lasu i osiągając o godz.22.00 rejon wsi Polesie obsadzoną przez oddziały niemieckie. Omijając wieś grupa dowódcy pułku pomaszerowała w południową część puszczy. 19 września o godz. 6.55 w rejonie Gorki i leśniczówki Zamość grupa płk. Nykulaka  natknęła się na kolejne oddziały niemieckie blokujące dalszy marsz, w trakcie walki poległo kilku żołnierzy, wśród nich ppor. Zbigniew Czerniak, a reszta grupy została wzięta do niemieckiej niewoli.     
Od świtu 19 września w rejonie Cybulic Dużych zbierały się resztki 17 DP, wśród nich również pozostałości 68 pp. Nad zbierającymi się pozostałościami pułku dowództwo objął  mjr Stanisław Culic, zebrano około 1000 żołnierzy 68 pp. Odtworzono trzy bataliony piechoty o niskich stanach osobowych. I batalionem dowodził por. Franciszek Hybza, II batalionem nadal kpt. Walenty Fagasiński, III batalionem dowodził por. Władysław Skrzydło. Wieczorem 19 września 68 pp podjął marsz w kierunku gajówki Młyńsko, 2 kilometry na południe od Palmir. Rano 20 września po dojściu do gajówki Młyńsko, 68 pp przesunięto do Palmir. W południe podczas wydawania posiłku 68 pp został zbombardowany przez lotnictwo niemieckie, w wyniku czego poległo około 30 żołnierzy, a kilkunastu odniosło rany. Wśród poległych znaleźli się ppor. Stefan Czarliński, ppor. Józef Kaczmarek i ppor. Bolesław Żukowski. Uciekając przed bombardowaniem część żołnierzy pułku rozbiegła się po lesie i nie powróciła do swojej jednostki. Ze względu na znaczne ubytki osobowe, dokonano kolejnej reorganizacji formując batalion zbiorczy 68 pp pod dowództwem mjr. Culica. Kompaniami strzeleckimi dowodzili por. Hybza, kpt. Fagasiński, por. Skrzydło, zbiorczą kompanią ckm por. Marian Duczmal, a plutonem ppanc. por. Stanisław Czernicki. Wieczorem batalion zbiorczy zajął stanowiska obronne na zachodnim skraju lasu naprzeciw wsi Janówek. 21 września przed południem kompania por. Skrzydło dokonała wypadu na wieś Janówek, wypierając oddział niemiecki ze wsi. Po spaleniu zdobytych samochodów i motocykli kompania powróciła na swoje stanowiska obronne. O godz.13.00 niemieccy parlamentariusze zażądali kapitulacji batalionu. Po odmowie od godz.16.00, do zmroku artyleria niemiecka rozpoczęła ostrzał pozycji batalionu zbiorczego 68 pp, ciężko ranny został ppor. Stanisław Czernicki.    

22 września o godz.5.00 zgodnie z rozkazem batalion zbiorczy 68 pp opuścił stanowiska obronne pod Janówkiem. W południe batalion mjr. Culica dotarł do gajówki Młyńsko, gdzie stanął na postój. O godz.20.00 batalion zbiorczy 68 pp wyruszył z gajówki Młyńsko w kierunku na Warszawę. Maszerowano na przełaj drogami leśnymi i polnymi. 23 września o świcie dotarł batalion do południowo wschodniego skraju lasu Palmiry w rejonie Dąbrowy Szlacheckiej. Natarcie batalionu na niemieckie stanowiska obronne przyniosło sukces i batalion przebił się w kierunku południowym. Batalion zbiorczy 68 pp w dalszych walkach przebijał się lasami pomiędzy Dąbrową Szlachecką, a Wólką Węglową, po stoczeniu walk z przeważającymi siłami niemieckimi około godz.16.00 batalion znalazł się w okrążeniu. Większość żołnierzy batalionu wraz z mjr. Stanisławem Culicem dostała się do niemieckiej niewoli. Niewielkie grupy żołnierzy wraz z por. Władysławem Skrzydło przedarły się do Warszawy i zostały włączone do broniących się tam jednostek. Z grup żołnierzy, którzy przedarli się do Warszawy, z 68 pp polegli między innymi ppor. Stanisław Dobiński i por. Władysław Zaorski.   
68 pp poniósł straty w trakcie walk rzędu 40% stanu osobowego, to jest 1240 żołnierzy. Szacuje się, że poległo 470 żołnierzy, a około 700 zmarło w wyniku odniesionych ran.      
Za bohaterskie czyny w kampanii wrześniowej orderem Virtuti Militari zostało odznaczonych 15 żołnierzy pułku, a 60 otrzymało Krzyż Walecznych.

### Oddziały II rzutu mobilizacyjnego

#### Batalion marszowy 68 pp
Zmobilizowany w ramach mobilizacji alarmowej batalion marszowy 68 pp pod dowództwem por. rez. Jana Jasińskiego, w dniu 27 sierpnia przemieszczał się w składzie 17 DP lub jako oddział dyspozycyjny dowódcy Grupy Operacyjnej „Koło” w ślad za macierzystym pułkiem lub dywizją. 14 września batalion został rozwiązany i kompaniami włączony w skład poszczególnych batalionów 68 pp.
Obsada dowódcza batalionu marszowego 68 pp
- dowódca batalionu marszowego 68 pp - por. rez. Jan Jasiński
- dowódca 1 kompanii strzeleckiej - ppor. Kubiszewski
- dowódca 2 kompanii strzeleckiej - por. Mieczysław Stelmaszak
- dowódca 3 kompanii strzeleckiej - ppor. Józef Pakulski
  - dowódcy plutonów:
  - ppor. Józef Szafraniak,
  - ppor. Klimaszewski
  - ppor. rez. Zygmunt Żmuda
- dowódca plutonu pionierów - ppor. rez. Hertz
- dowódca plutonu specjalnego - por. Feliks Deutch-Przemęcki

#### Oddział Zbierania Nadwyżek 68 pp
Po zmobilizowaniu zgodnie z planem wszystkich oddziałów i pododdziałów 68 pp w garnizonie pułku we Wrześni i Jarocinie pozostały znaczne nadwyżki rezerwistów powstałe z doskonałego stawiennictwa, pochodzące z procentu bezpieczeństwa mobilizacyjnego. Dowódcą nadwyżek pułku we Wrześni został kpt. Jan Nycz. 2 września do Wrześni z Jarocina przybyły nadwyżki II batalionu pod dowództwem por. Stanisława Strupczyńskiego i zostały włączone w skład Oddziału Zbierania Nadwyżek 68 pp. Stan nadwyżek pułku zebranych we Wrześni wynosił około: 20 oficerów i 2500-3000 szeregowych. OZN 68 pp zorganizowano w trzy bataliony: I batalion pod dowództwem kpt. Łukasza Kowalskiego składający się czterech kompanii liczących po 250-270 żołnierzy, II batalion pod dowództwem kpt. Feliksa Hospoda składający się z trzech kompanii po 250 żołnierzy, III batalion dowodzony przez kpt. Jana Świdowskiego w składzie trzech kompanii po 250 żołnierzy. 4 września o godz.20.00 OZN 68 pp wyruszył marszem pieszym z Wrześni do Skierniewic, gdzie miał siedzibę organizowany tam Ośrodek Zapasowy 17 Dywizji Piechoty pod dowództwem ppłk. Aleksandra Kiszkowskiego. 5 września o godz.17.00 III batalion OZN 68 pp został zbombardowany przez niemieckie lotnictwo we wsi Wilcza koło Goliny na szosie Konin-Koło. W wyniku nalotu poległo 26 żołnierzy wśród nich ppor. rez. Zygmunt Białecki. W nocy 6/7 września OZN 68 pp przeszedł przez most na Warcie w Kole, gdzie spotkał się z maszerującym macierzystym 68 pułkiem piechoty.   
Przed świtem 9 września OZN 68 pp maszerujący koło stacji kolejowej w Łowiczu, został ostrzelany przez niemiecką artylerię z 24 DP. OZN 68 pp rozproszył się, po czym następnie zebrał się w pobliżu wsi Popów. Po uporządkowaniu podjął dalszy marsz w kierunku Sochaczewa. Przed Sochaczewem w godz.10.00-11.00 został zbombardowany i ostrzelany przez niemieckie lotnictwo. W wyniku czego podzielił się na kilka części, które maszerowały oddzielnie do Warszawy. Większość OZN 68 pp dotarła do Warszawy, gdzie w koszarach 1 dywizjonu artylerii konnej w stacji zbornej został wcielony jako uzupełnienie do różnych oddziałów i brał udział w jej obronie do kapitulacji. II batalion OZN 68 pp dotarł do Mińska Mazowieckiego.
Główne siły OZN 68 pp nie dotarły do orgaznizowanego OZ 17 DP dowodzonego przez ppłk. Aleksandra Kiszkowskiego, którego zastępcą był ppłk Witold Jan Sokołowski pokojowy I zastępca dowódcy 68 pp. Do OZ 17 DP w rejonie Skierniewic dołączył 2 września z 68 pp jedynie ppor. Karol Wojtczak z grupą kwaterunkową. Od chwili ogłoszenia mobilizacji powszechnej do wyznaczonego miejsca zbierania żołnierzy zmobilizowanych do Ośrodka Zapasowego dla 68 pp we wsi Pamiętna w pobliżu Skierniewic zgłaszali się dalsi rezerwiści. Formowanym w OZ 17 DP batalionem 68 pp dowodził kpt. Juliusz Fetkowski. Żołnierze ci dzielili następnie losy OZ 17 DP. 
| Struktura organizacyjna i obsada personalna we wrześniu 1939 | Struktura organizacyjna i obsada personalna we wrześniu 1939                                       |
| Stanowisko                                                   | Stopień, imię i nazwisko                                                                           |
| Dowództwo                                                    | Dowództwo                                                                                          |
| ------------------------------------------------------------ | -------------------------------------------------------------------------------------------------- |
| dowódca pułku                                                | płk dypl. piech. Adolf Nykulak (do 19 IX 1939) mjr Stanisław Culic (od 19-23 IX 1939)              |
| I adiutant                                                   | kpt. Lucjan Jankowski                                                                              |
| II adiutant                                                  | kpt. Aleksander Salwa                                                                              |
| oficer informacyjny                                          | por. Zygmunt Barciszewski                                                                          |
| oficer łączności                                             | por. Władysław Skrzydło                                                                            |
| kwatermistrz                                                 | kpt. Julian Ruper Judziński                                                                        |
| oficer płatnik                                               | ppor. rez. Franciszek Jaworowski                                                                   |
| oficer żywnościowy                                           | ppor. rez. Mieczysław Dylong                                                                       |
| naczelny lekarz                                              | por. rez. lek. Stanisław Jakubowski                                                                |
| kapelan                                                      | ks. Jan Jankowski ks. kap. Julian Badziński                                                        |
| I batalion                                                   | |
| dowódca I batalionu                                          | mjr Stanisław Culic (do 11 IX 1939) kpt. Bronisław Magdziarski (+16 IX 1939) por. Franciszek Hybza |
| adiutant batalionu                                           | ppor. rez. Józef Krzywania                                                                         |
| dowódca plutonu łączności                                    | ppor. Wacław Zwoliński                                                                             |
| lekarz batalionu                                             | ppor. lek. Rafael Apt                                                                              |
| dowódca 1 kompanii strzeleckiej                              | ppor. rez. Stefan Czarliński (+20 IX 1939)                                                         |
| dowódca I plutonu                                            | ppor. Stefan Guminny                                                                               |
| dowódca II plutonu                                           | sierż. pchor. rez. Leon Strojny                                                                    |
| dowódca III plutonu                                          | ppor. Bernard Horsthemke                                                                           |
| dowódca 2 kompanii strzeleckiej                              | por. Franciszek Hybza                                                                              |
| dowódca I plutonu                                            | ppor. Edward Zabłoński                                                                             |
| dowódca II plutonu                                           | sierż. pchor. rez. Zdzisław Olejnik                                                                |
| dowódca III plutonu                                          | plut. pchor. rez. Tadeusz Kohler                                                                   |
| dowódca 3 kompanii strzeleckiej                              | kpt. Bronisław Magdziarski                                                                         |
| dowódca I plutonu                                            | ppor. Władysław Janowski                                                                           |
| dowódca II plutonu                                           | ppor. Alfons Sobisch                                                                               |
| dowódca III plutonu                                          | ppor. Czesław Wojtczak                                                                             |
| dowódca 1 kompanii ckm                                       | por. Marian Duczmal                                                                                |
| dowódca I plutonu                                            | ppor. Marian Koperski                                                                              |
| dowódca II plutonu                                           | ppor. Jan Szymański                                                                                |
| dowódca III plutonu                                          | ppor. Józef Kaczmarek (+20 IX 1939)                                                                |
| dowódca IV plutonu (taczanki)                                | ppor. Tadeusz Wszelaki                                                                             |
| dowódca plutonu moździerzy                                   | ppor. Feliks Krzyżostaniak                                                                         |
| II batalion                                                  | |
| dowódca II batalionu                                         | ppłk Ignacy Pilwiński (do 4 IX 1939) kpt. Walenty Fagasiński                                       |
| adiutant batalionu                                           | ppor. rez. Antoni Dąbrowski                                                                        |
| oficer płatnik                                               | ppor. rez. Mieczysław Maciejewski                                                                  |
| oficer żywnościowy                                           | st. sierż. Stanisław Pawlak                                                                        |
| lekarz batalionu                                             | ppor. lek. Zygmunt Chojecki                                                                        |
| dowódca plutonu łączności                                    | ppor. Władysław Zyźniewski                                                                         |
| dowódca 4 kompanii strzeleckiej                              | por. Ignacy Rębiasz (+17 IX 1939)                                                                  |
| dowódca I plutonu                                            | ppor. Andrzej Gawliński                                                                            |
| dowódca II plutonu                                           | ppor. Marian Grala                                                                                 |
| dowódca III plutonu                                          | ppor. dr Stanisław Dobiński                                                                        |
| dowódca 5 kompanii strzeleckiej                              | por. Szczepan Langner (+17 IX 1939)                                                                |
| dowódca I plutonu                                            | ppor. Witold Dreier                                                                                |
| dowódca II plutonu                                           | ppor. Roman Idziak                                                                                 |
| dowódca III olutonu                                          | ppor. Edmund Duszczak                                                                              |
| dowódca 6 kompanii strzeleckiej                              | kpt. Walenty Fagasiński (do 4 IX 1939) ppor. Zbigniew Czerniak(+18 IX 1939)                        |
| dowódca I plutonu                                            | ppor. rez. Bolesław Żukowski (+20 IX 1939)                                                         |
| dowódca II plutonu                                           | ppor. Stanisław Karalus                                                                            |
| dowódca III plutonu                                          | ppor. Franciszek Musiela                                                                           |
| dowódca 2 kompanii ckm                                       | ppor. Jerzy Lewandowski                                                                            |
| dowódca I plutonu                                            | ppor. rez. Edmund Kłębowski (+17 IX 1939)                                                          |
| dowódca II plutonu                                           | ppor. Tomasz Nowicki                                                                               |
| dowódca III plutonu                                          | ppor. Kazimierz Kajdasz                                                                            |
| dowódca IV plutonu (taczanki)                                | ppor. Wacław Ciechanowski                                                                          |
| dowódca plutonu moździerzy                                   | ppor. Edmund Fenrobert                                                                             |
| III batalion                                                 | |
| dowódca III batalionu                                        | mjr Wojciech Krajewski                                                                             |
| adiutant batalionu                                           | ppor. rez. Roman Ignacy Roszak                                                                     |
| oficer płatnik                                               | por. rez.Teofil Bogacz                                                                             |
| lekarz batalionu                                             | ppor. rez. lek. Bogumił Kołaczkowski                                                               |
| dowódca plutonu łączności                                    | por. rez. Alfred Delong (+17 IX 1939)                                                              |
| dowódca 7 kompanii strzeleckiej                              | por. Walerian Chaja                                                                                |
| dowódca I plutonu                                            | por. rez. Władysław Siurawski                                                                      |
| dowódca II plutonu                                           | ppor. Wacław Ogłoza                                                                                |
| dowódca III plutonu                                          | ppor. Zbigniew Kowalski                                                                            |
| dowódca 8 kompanii strzeleckiej                              | ppor. Jan Kazimierz Szybczyński (+18 IX 1939)                                                      |
| dowódca I plutonu                                            | ppor. Jerzy Kuffeldt                                                                               |
| dowódca II plutonu                                           | ppor. Antoni Kozakowski                                                                            |
| dowódca III plutonu                                          | sierż. pchor. Czesław Leszczyński                                                                  |
| dowódca 9 kompanii strzeleckiej                              | ppor. rez. Henryk Rzeźnik                                                                          |
| dowódca I plutonu                                            | ppor. Franciszek Łniewski                                                                          |
| dowódca II plutonu                                           | ppor. Czarnecki                                                                                    |
| dowódca III plutonu                                          | ppor. Tadeusz Wolski                                                                               |
| dowódca 3 kompanii ckm                                       | por. Lech Kantecki                                                                                 |
| dowódca I plutonu                                            | ppor. rez. Grzegorz Kowalski                                                                       |
| dowódca II plutonu                                           | ppor. rez. Walter Danek                                                                            |
| dowódca III plutonu                                          | ppor. rez. Czesław Wielicki                                                                        |
| dowódca IV plutonu (taczanki)                                | ppor. Leon Niechciałkowski                                                                         |
| dowódca plutonu moździerzy                                   | ppor. rez. Antoni Pospieszalski                                                                    |
| pododdziały specjalne                                        | |
| dowódca kompanii gospodarczej                                | por. rez. Franciszek Podemski                                                                      |
| dowódca kompanii zwiadowców                                  | ppor. Rudolf Turber                                                                                |
| dowódca plutonu konnego                                      | ppor. Józef Gostomski                                                                              |
| dowódca plutonu kolarzy                                      | ppor. Jan Janowski                                                                                 |
| dowódca kompanii przeciwpancernej                            | por. Czesław Falak (+17 IX1939)                                                                    |
| dowódca I plutonu                                            | ppor. Stanisław Czernicki                                                                          |
| dowódca II plutonu                                           | ppor. Jan Małachowski                                                                              |
| dowódca III plutonu                                          | chor. Antoni Ciszak                                                                                |
| dowódca plutonu artylerii piechoty                           | kpt. Ludwik Głowacki                                                                               |
| zastępca dowódcy plutonu artylerii piechoty                  | ppor. rez. Bronisław Wołek                                                                         |
| dowódca plutonu łączności                                    | ppor. Tadeusz Rzeszowski                                                                           |
| dowódca plutonu pionierów                                    | por. Józef Gruszkiewicz                                                                            |
| dowódca plutonu przeciwgazowego                              | ppor. Józef Michalak                                                                               |
| zastępca dowódcy plutonu pgaz.                               | ppor. Zbigniew Chechłowski                                                                         |

## Symbole pułku
Sztandar
30 grudnia 1918  oddział Wojsk Polskich powiatu poznańskiego zachodniego otrzymał sztandar wykonany przez Zofię Plucińską i Wiktorię Wojciechowską z Lusówka. 1 stycznia 1919  sztandar został poświęcony w kościele św. Marcina w Konarzewie. 9 stycznia 1919  oddział kapitana Kopy złożył przysięgę na sztandar. 23 września 1919  sztandar, jako nieprzepisowy, został przekazany Sekcji Naukowej Dowództwa Głównego Sił Zbrojnych Polskich w byłym zaborze pruskim celem złożenia w muzeum wojskowym. Był to pierwszy sztandar w Armii Wielkopolskiej.
4 lutego 1919  1 pułkowi rezerwowemu Strzelców Wielkopolskich uroczyście wręczono chorągiew ufundowaną przez pp. Wadzyńskich z Poznania, a żołnierze złożyli przysięgę.
28 maja 1928  we Wrześni Prezydent Prezydent RP Ignacy Mościcki wręczył pułkowi chorągiew, ufundowaną przez społeczeństwo powiatów wrzesińskiego, konińskiego, kolskiego i słupeckiego oraz miasta Wrześni. Na płatach chorągwi, wykonanej przez Zakład SS. Magdalenek w Warszawie, umieszczone zostały herby wymienionych miast powiatowych. Uroczystość wręczenia chorągwi połączona została z otwarciem „Domu Żołnierza”, ofiarowanego przez hr. Ponińską. Orzeł sztandaru znajduje się obecnie w Muzeum Ziemi Sochaczewskiej. Płat sztandaru odnaleziono w 2025 roku w zakopanej metalowej kanie na mleko, znacznie uszkodzony działaniem wody.
Odznaka pamiątkowa
20 stycznia 1930  Minister Spraw Wojskowych marszałek Polski Józef Piłsudski zatwierdził wzór i regulamin odznaki pamiątkowej 68 Pułku Piechoty. Odznaka ma kształt tarczy, pokrytej białą emalią ze złoconymi promieniami. Na tarczy czarny krzyż wielkopolski z nałożonym mieczem. Na mieczu znajduje się okrągła granatowo emaliowana tarcza z numerem „68” w otoku złotego wieńca laurowego. Większy wieniec, pokryty zieloną emalią, łączy trzy ramiona krzyża. Odznaka oficerska - dwuczęściowa, wykonana w srebrze, emaliowana. Na rewersie próba srebra, imiennik AN i nazwisko grawera NAGALSKI i SKA.

## Strzelcy wrzesińscy
Dowódcy pułku
- kpt. / ppłk Andrzej Kopa (21 I – 17 XII 1919)
- płk Mieczysław Poniatowski (18 XII 1919 – 20 VI 1920)
- kpt. / mjr Wincenty Nowaczyński (21 VI – 22 VII 1920)
- ppłk piech. Juliusz Jan Prymus (p.o. od 23 VII 1920)
- ppłk piech. Rudolf Franciszek Wydra (p.o. 1920)
- por. Edward Banaszak (p.o. 1920)
- mjr / płk Wincenty Nowaczyński (IX 1920 – 29 XI 1927 → dowódca 3 Brygady Ochrony Pogranicza)
- ppłk / płk piech. Tomasz Mazurkiewicz (29 XI 1927 – 1937 → dowódca Pomorskiej Brygady ON)
- płk dypl. piech. Adolf Tytus Nykulak

Zastępcy dowódcy pułku
- ppłk piech. Wincenty Rutkiewicz (10 VII 1922[63] – IV 1924 → zastępca dowódcy 57 pp[64])
- ppłk piech. Stefan Wyspiański (IV 1924[64] – 1925[65])
- ppłk piech. Władysław Koczorowski (od 11 X 1926[66])
- ppłk SG Witold Stankiewicz (5 VII 1927 – 5 XI 1928 → zastępca dowódcy 50 pp)
- ppłk dypl. Franciszek I Grabowski (XI 1928 – VI 1930)
- mjr dypl. Władysław Krogulski (VI 1930 – X 1932)
- ppłk dypl. Adam Tadeusz Nadachowski (od 20 XI 1932)
- ppłk piech. Jan Witold Sokołowski (do VIII 1939 → zastępca dowódcy OZ 17 DP)

### Żołnierze 68 pułku piechoty – ofiary zbrodni katyńskiej
Biogramy ofiar zbrodni katyńskiej znajdują się między innymi w bazach udostępnionych przez Ministerstwo Kultury i Dziedzictwa Narodowego oraz Muzeum Katyńskie.
| Nazwisko i imię         | stopień        | zawód             | miejsce pracy przed mobilizacją | zamordowany |
| ----------------------- | -------------- | ----------------- | ------------------------------- | ----------- |
| Badura Wincenty         | ppor. rez.     | nauczyciel        | szkoła powszechna               | Charków     |
| Bielawski Konstanty     | porucznik rez. | student           |                                 | Katyń       |
| Dobrogowski Tadeusz     | ppor. rez.     | nauczyciel        | Szkoła w Swarzędzu              | Katyń       |
| Fetkowski Juliusz Karol | kapitan        | żołnierz zawodowy | powiatowy komendant PW Konin    | Charków     |
| Hejnowicz Mieczysław    | ppor. rez.     |                   | właściciel młyna                | Katyń       |
| Jerzykiewicz Tadeusz    | ppor. rez.     |                   |                                 | Charków     |
| Kluczyński Wawrzyniec   | ppor. rez.     | prawnik           |                                 | Katyń       |
| Małolepszy Franciszek   | ppor. rez.     |                   |                                 | Charków     |
| Matuszewski Kazimierz   | ppor. rez.     | leśnik, mgr       |                                 | Katyń       |
| Purolczak Kazimierz     | por. rez.      | nauczyciel        | Szkoła w Gruszczycach           | Katyń       |
| Romanowicz Michał       | ppor. rez.     |                   |                                 | Katyń       |
| Rudner Władysław        | ppor. rez.     |                   |                                 | Katyń       |
| Rybarczyk Stefan        | ppor. rez.     | nauczyciel        | kier. szkoły w Gosławicach      | Charków     |
| Rynglewski Jan          | ppor. rez.     | nauczyciel        | Szkoła w Czarnkowie             | Katyń       |
| Spes Piotr Kazimierz    | por. w st. sp  |                   |                                 | Katyń       |
| Wituła Józef            | ppor. rez.     | nauczyciel        | szkoła w Nowej Wsi Podgórnej    | Katyń       |
| Wojtczak Karol Edmund   | ppor.          | żołnierz zawodowy |                                 | Katyń       |
| Wolniewicz Józef        | ppor. rez.     | handlowiec        |                                 | Katyń       |
| Siemiątkowski Kazimierz | ppor. rez.     | prokurent         | Bank Rolny w Poznaniu           | Charków     |
| Szeluto Jerzy           | ppor. rez.     |                   |                                 | Charków     |
| Tyborowski Zygmunt      | ppor. rez.     | lekarz            |                                 | Charków     |
| Rozwadowski Władysław   |                |                   |                                 | BLK         |

## Upamiętnienie
Tradycje pułku kultywuje 17 Wielkopolska Brygada Zmechanizowana im. gen. broni Józefa Dowbor-Muśnickiego.
We Wrześni, miejscu stacjonowania pułku w latach 1922–1939, jednostkę upamiętnia:
- pomnik 68 Pułku Piechoty (1974),
- zbiorowa mogiła powstańców wielkopolskich poświęcona również żołnierzom 68 Pułku Piechoty,
- ulica 68 Pułku Piechoty (położona między ul. generała Tadeusza Kutrzeby i ul. Powstańców Wielkopolskich),
- ulica majora Stanisława Culica (położona między ul. generała Tadeusza Kutrzeby i ul. Powstańców Wielkopolskich),
- Samorządowa Szkoła Podstawowa nr 1, której pułk jest patronem od 27 września 1988,
- granitowa tablica pamiątkowa przy głównym wejściu do budynku Samorządowej Szkoły Podstawowej nr 1, upamiętniająca nadanie szkole imienia,
- Grupa Rekonstrukcji Historycznej 68 Pułku Piechoty – sekcja historyczna działająca we Wrzesińskim Ośrodku Kultury[74].

W innych miejscowościach:
- w Sochaczewie-Trojanowie pomnik na cmentarzu wojennym żołnierzy poległych w bitwie nad Bzurą.

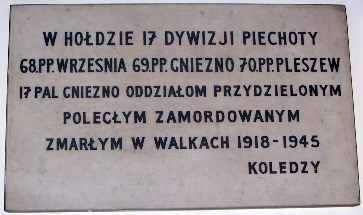
Tablica w kościele garnizonowym w Londynie
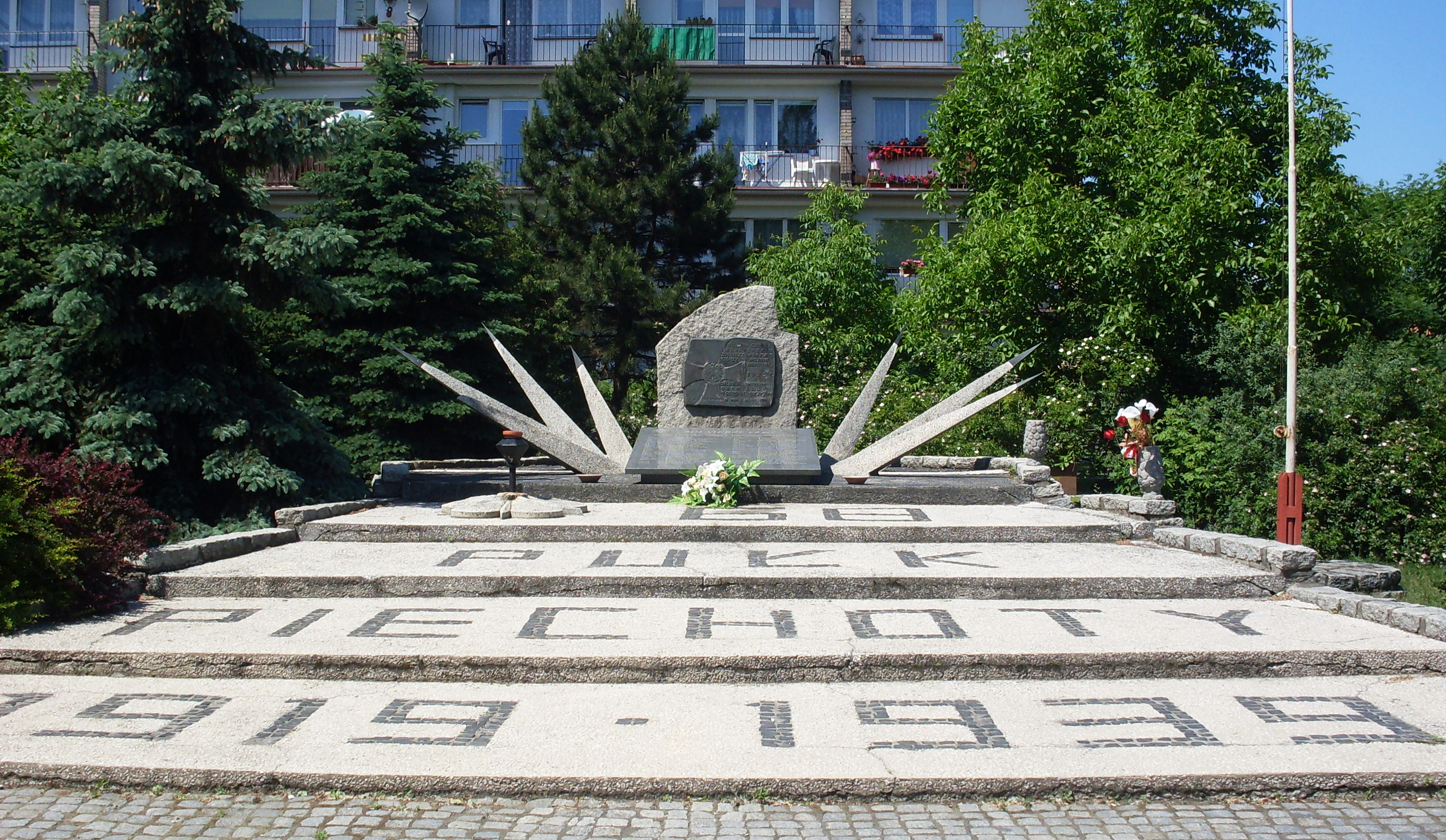
Pomnik 68 pułku piechoty we Wrześni
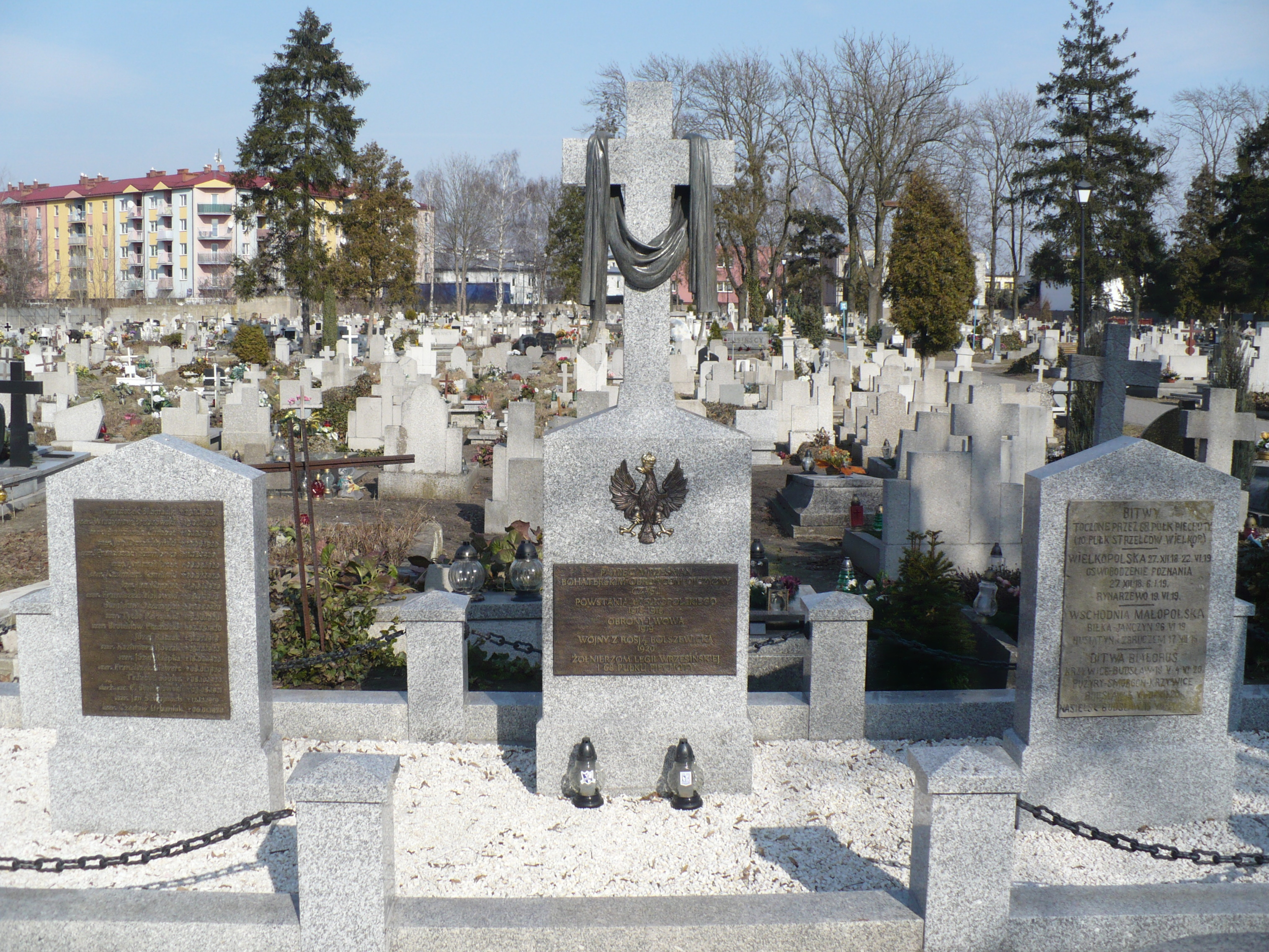
Zbiorowa mogiła powstańców wielkopolskich na Cmentarzu Farnym we Wrześni poświęcona również żołnierzom 68 pułku piechoty
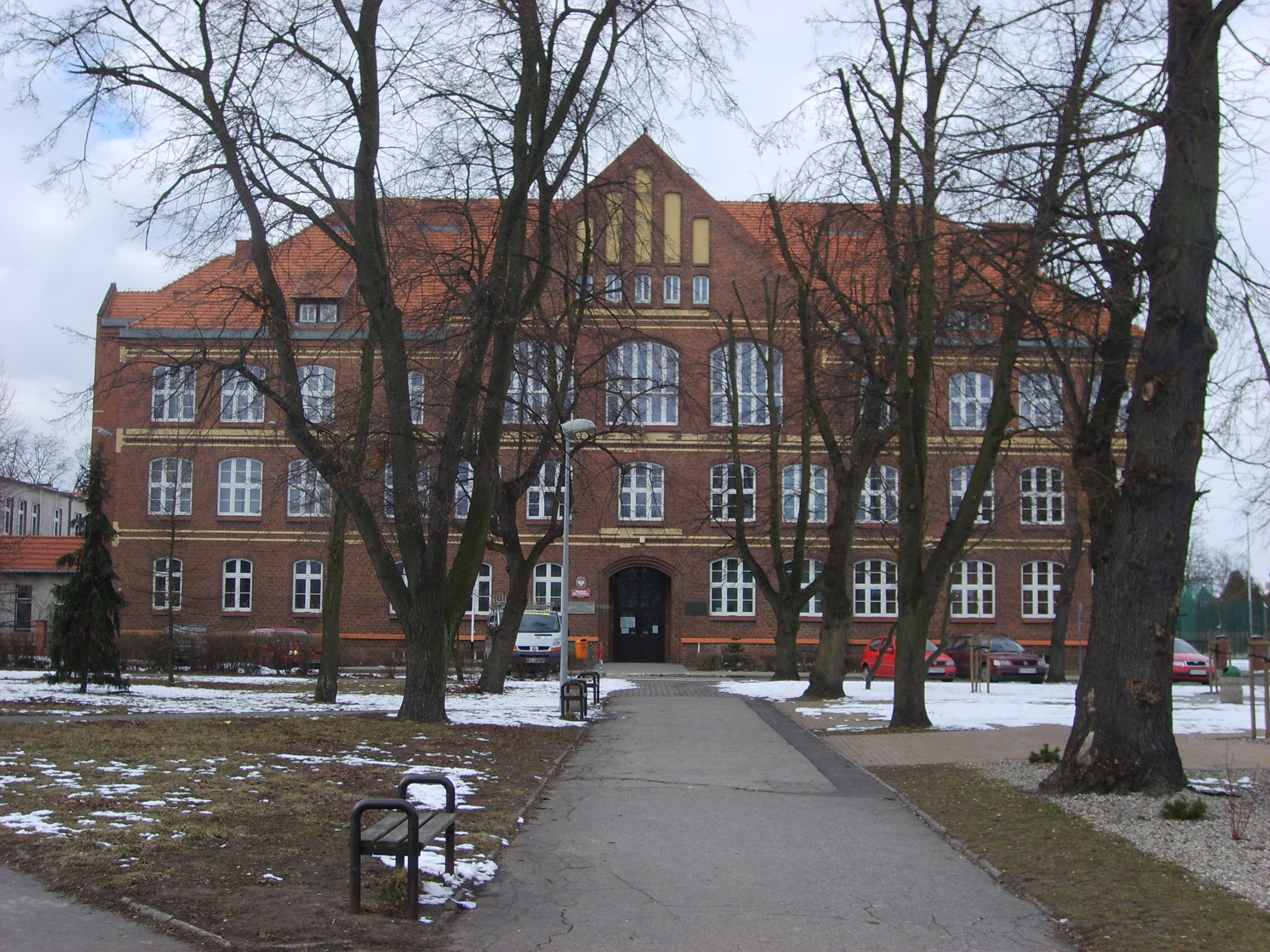
Samorządowa Szkoła Podstawowa nr 1 im. 68 Wrzesińskiego pułku piechoty
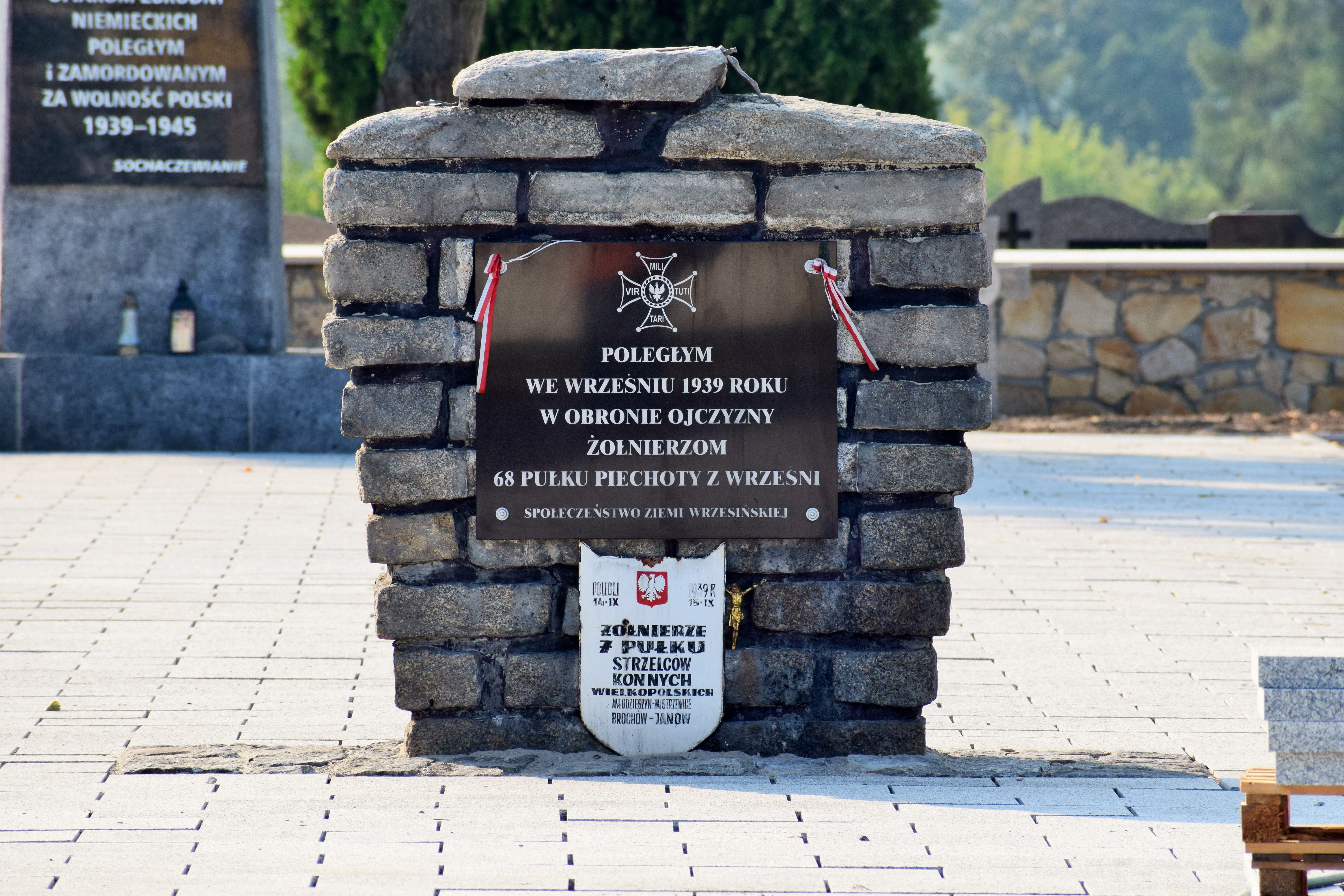
Pomnik żołnierzy 68 pułku piechoty z Wrześni na cmentarzu wojennym w Sochaczewie-Trojanowie